# Bayern de Múnich
El Bayern de Múnich, (en alemán: Fußball-Club Bayern München e.V.) (pronunciado /ˈfuːsbalˌklʊp ˈbaɪɐn ˈmʏnçn̩/ (escucharⓘ)) también conocido como FC Bayern (pronunciado /ˌɛft͡seː ˈbaɪɐn/ (escucharⓘ)) o simplemente Bayern, es una entidad deportiva profesional de la ciudad de Múnich (Alemania). Fue fundado el 27 de febrero de 1900 por once jugadores capitaneados por Franz John. Es uno de los clubes de mayor prestigio en el mundo, es conocido por su sección de fútbol profesional, que participa en la 1. Bundesliga. Disputa sus partidos como local desde 2005 en el Allianz Arena, denominado popularmente en alemán «Schlauchboot» —trad. «bote inflable», por su forma—, que cuenta con una capacidad de 75 024 espectadores, el duodécimo de mayor tamaño en Europa.
Abocado desde sus inicios al desarrollo del balompié, adquirió muy pronto un carácter multideportivo y desarrolló varias otras disciplinas —las cuales algunas fueron desapareciendo con el devenir de los años—. La gestión del equipo es responsabilidad de una sociedad filial del club llamada FC Bayern München AG, el cual gestiona el patrimonio económico y las actividades en el Allianz Arena. El 75 % del capital de esta sociedad anónima es del club, el otro 24.99 % se divide entre las empresas Adidas AG, Audi AG y Allianz SE.
Es el club más laureado en la historia de la Bundesliga, con 34 títulos ligueros incluyendo el campeonato alemán de 1932 —cuando el torneo todavía no se encontraba bajo su actual formato unificado—. También lo es de la Copa y de la Supercopa de Alemania —posee 20 y 11 trofeos respectivamente—.
A nivel internacional, el Bayern fue tercero —con un voto menos que el Manchester United— en la elección del Club del Siglo de la FIFA, mientras que en el estudio realizado por la IFFHS para determinar al mejor club del siglo xx, ocupó la novena y quinta posición en el mundo y Europa respectivamente. Igualmente, es uno de los cinco equipos que ha ganado el derecho a conservar en propiedad la Copa de Europa, y utiliza el distintivo de múltiple campeón del torneo —tras ganar de forma consecutiva en 1974, 1975 y 1976—. También es uno de los tres equipos en lograr el triplete y ganar, además, la Copa Mundial de Clubes en el mismo año —Juventus de Turín, Ajax de Ámsterdam, Manchester United y Chelsea son los otros cuatro clubes que han ganado las tres grandes competiciones; la Liga de Campeones, la Recopa de Europa y la Copa de la UEFA—. Además, junto con el Barcelona, son los únicos clubes europeos en lograr ganar dos veces el triplete continental, y también los únicos dos clubes en el mundo en ganar el sextuplete.
En el máximo torneo europeo de clubes, la Liga de Campeones, el Bayern ha disputado un total de once finales, y se sitúa segundo por clasificación histórica y puntaje en este torneo. En cuanto a títulos conquistados, es el tercer equipo que más veces ha ganado la Liga de Campeones con seis trofeos, igualado con el Liverpool y por detrás del Real Madrid con quince, y del Milan con siete. Igualmente debido a las victorias mundialistas de 1976, 2001, 2013 y 2020, pertenece al grupo de los únicos treinta y un clubes en el mundo que han ganado el máximo campeonato de clubes a nivel mundial, siendo el equipo alemán con más títulos conquistados.
En el plano deportivo el equipo «bávaro» mantiene una rivalidad con varios clubes. En Alemania la rivalidad se da con el Borussia Dortmund —equipo frente al que posee la mayor disputa reciente en los partidos conocidos como «Der Klassiker»—, con el 1860 Múnich —con el que disputa el «derbi de Múnich»—, Stuttgart —con el que disputa el «Südderby»—, y con el Hamburgo —con el que disputa los partidos conocidos como «la cumbre norte-sur»—. A su vez, su gran rival europeo histórico es el Real Madrid. Ambos clubes son los que más partidos han disputado y más victorias tienen en la Liga de Campeones y mantienen la rivalidad más longeva. Toda esta rivalidad se resume en «el clásico europeo».
Económicamente la asociación es una de las que ha tenido mayor éxito en el mundo: en 2023 el Bayern se posicionó en el sexto lugar del ranking de los clubes con mayores ingresos del mundo elaborado por la firma privada Deloitte. Mientras que en 2023, el Bayern terminó sexto en la lista de los equipos más valiosos de la revista Forbes.
A partir del 11 de diciembre de 2024, la asociación contó con 4070 clubes oficiales de fanes con un total de 317 917 miembros registrados, y además posee 382 000 socios, que lo convierten en el club deportivo con mayor número de socios en el mundo.

## Historia

### Éxito desde el principio
El 27 de febrero de 1900 en la ciudad de Múnich, los jugadores del MTV Múnich se reunieron en la posada Bäckerhöfl, ya que recientemente había una disputa entre los jugadores acerca del futuro del club. Esto debido a que la junta directiva del MTV había rechazado la adhesión del club a la Asociación de Fútbol del Sur de Alemania. Once hombres: Nägele, Schmid, Karl, Wamsler, Ringler, Focke, Francke, Friedrich, Zoepffel, Pollack y Jhon, dejan la posada y se encuentran en el restaurante Gisela en Schwabing, con el fin de crear el «FC Bayern». Entre los miembros mencionados en el memorándum, se encontraba Benno Elkan —que más tarde se convertiría en un escultor reconocido—. Franz John fue el primer presidente en la historia del club, y como colores eligió el azul y blanco.
El primer campo de entrenamiento se encontraba en el centro de Múnich, en lo alrededores de Schyrenplatz. El primer rival fue el 1. Münchner FC 1896, al cual el Bayern le ganó 5:2 en marzo de 1900. Poco a poco el club fue reuniendo a más jugadores, entre ellos a tres futbolistas del 1860 Múnich. El primer partido de una larga rivalidad entre el Bayern y el 1860 Múnich se llevó a cabo en 1902, donde el Bayern ganaría el partido por 3:0.

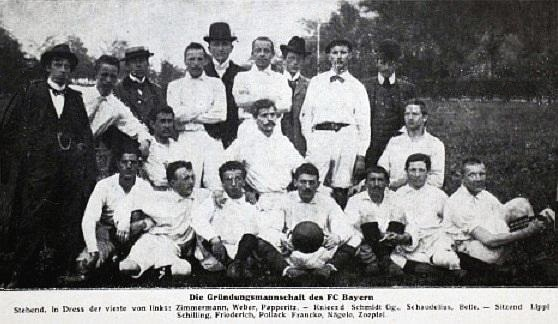
Una de las primeras escuadras del club en 1900.

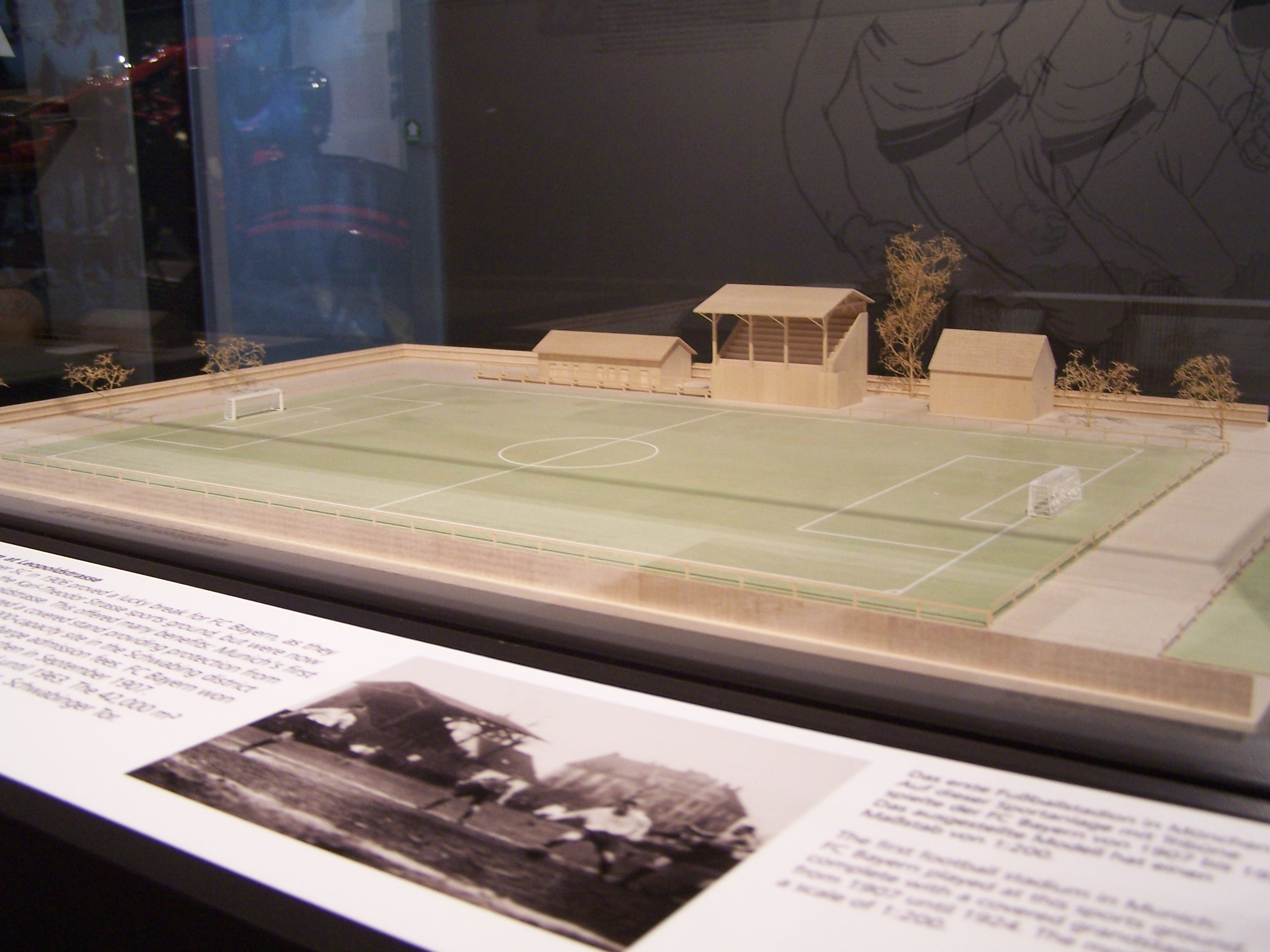
Maqueta del Leopoldstraße, el primer estadio donde jugó el club y su casa desde 1906 a 1924.

Debido a consideraciones financieras —y para resolver un problema de disponibilidad de terreno de juego— el Bayern se unió al «rico» Münchner Sport-Club (MSC) el 1 de enero de 1906, conservando su independencia. La única concesión que hicieron fue llevar los colores del MSC —que eran pantalones rojos y camisa blanca—. El equipo era conocido como «Die Rothosen» —trad. lit. «Los pantalones cortos rojos»—. A nivel local «los bávaros» eran los número uno indiscutiblemente, compitiendo contra otros clubes de mayor nivel al sur de Alemania —sin embargo, con menos éxito—. Para ese momento los equipos que dominaban tanto a nivel local como nacional habían surgido en la década de 1880, entre ellos el Eintracht Fráncfort.
En 1907 bajo la presidencia de Angelo Knorr, renuncian a la instalación deportiva de Karl-Theodor-Straße y pasan al campo de fútbol de Leopoldstraße, inaugurando así la primera tribuna en un campo de fútbol en la ciudad de Múnich. El partido inaugural se saldó con victoria del local con un 8:1 ante el Wacker Múnich. En 1908 el club tuvo a más de 300 miembros en sus filas —ocho equipos y a más de 100 jugadores juveniles—. En 1910 pudieron participar por primera vez en la ronda final del campeonato del Sur de Alemania (en alemán: «Süddeutschen»). Al final, el Bayern tomó el segundo lugar detrás del Karlsruher FV. En el mismo año, Max Gablonsky se convertiría en el primer jugador del club en ser llamado por la selección de fútbol de Alemania.
En los años siguientes el club ganó algunos trofeos locales y en 1910 el Bayern se hizo miembro de la recién fundada Kreisliga, la primera liga regional de Baviera. Conquistaron esta liga en su primera temporada, pero no lo hicieron otra vez hasta el comienzo de la Primera Guerra Mundial en 1916, la cual detuvo todas las competiciones de fútbol en Alemania.
Durante la Primera Guerra Mundial el club fue un sube y baja, con lo que se temía que la entidad y su entorno llegaran a su fin. No fue sino hasta la temporada 1919-20 cuando el club garantizó su participación una vez más en el torneo. En octubre de 1919, el München SC se fusionó con el Turnverein Jahn para formar el TuSpV Bayern. William Townley fue de nuevo el entrenador —continuando con la tradición de tener un entrenador inglés en el club—. Ya en los años anteriores a la guerra, «los bávaros» habían tenido a tres ingleses como entrenadores: Taylor, Hoer y Charles Griffithm —siendo este último el primer entrenador a tiempo completo del club—.
A comienzos de 1924, el club revierte la fusión con el Turnverein Jahn, por lo que el TuSpV Bayern pasa a ser una asociación independiente con el nombre «FC Bayern München», siendo dirigidos esta vez por el escocés Jin McPherson. En 1926 el Bayern conquistó el campeonato del sur de Alemania, donde los más duros competidores habían regresado, como el Núremberg y el Fürth —quien en ese momento era considerado el mejor equipo alemán en Baviera—. El partido de vuelta contra el Fürth se disputó en el Grünwalder Stadion, y tuvo la característica de que fue transmitido en vivo por radio. Después de un partido «dramático», el Bayern ganó 4:3. Ya en 1928 llegó el entrenador húngaro Leo Weisz, el cual llevó al club a ganar su segundo campeonato. Una vez más clasificado a las semifinales, el Bayern derrotó cómodamente al Hamburgo por 2:8.

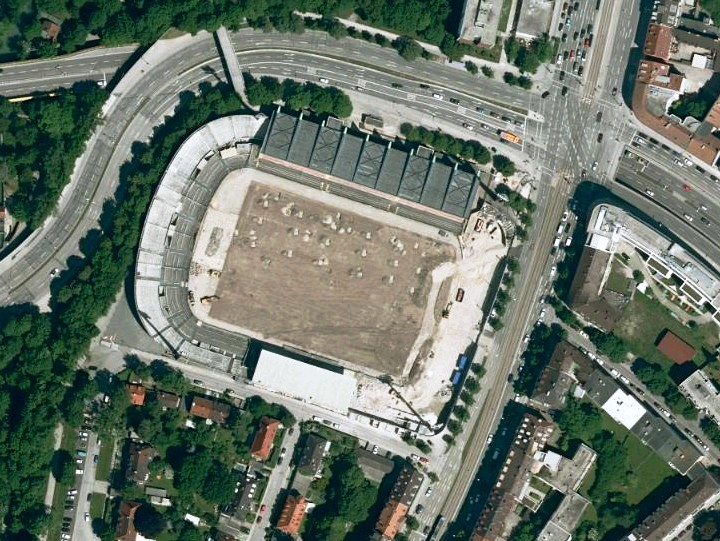
Vista aérea del Grünwalder Stadion. Sede del club desde 1926 a 1972. Hoy día el estadio sirve como sede del equipo filial.

Después de tres intentos fallidos de ganar el campeonato alemán en 1926, 1928 y 1929, tuvieron más éxito en 1932. El cambio de entrenador de Kálmán Konrád a Richard «Dombi» en 1930, resultó ser una buena decisión. La final del campeonato alemán del sur la perdió contra el Eintracht Fráncfort y fue como segundo mejor a la ronda final del campeonato alemán. El partido tuvo lugar y el Bayern derrotó al hasta ahora cinco veces campeón alemán, el Núremberg con un 2:0. Los goles fueron anotados por Oskar y Hans Welker. En la final celebrada en Núremberg el 12 de junio de 1932, se enfrentaron nuevamente al Eintracht Fráncfort. Miles de aficionados del Bayern se acercaron al evento —incluyendo cerca de 400 desempleados en bicicleta—. El club tuvo el gesto de hacerse cargo de los costos de estos fanáticos en cuanto los boletos y estadía nocturna. En el día de la final, 55 000 espectadores vieron el partido en el estadio. «Ossi» Rohr anotó para poner el marcador 1:0 antes de finalizar el primer tiempo. En la segunda mitad, los de Fráncfort empujaron buscando el empate, pero en el 75' Franz Krumm marcó el 2:0 decisivo para el Bayern. Tras el pitido final el Bayern se llevó por primera vez la histórica Copa Victoria. También fue la primera vez que un club de la ciudad de Múnich fue campeón nacional.

### Tiempos difíciles y reconstrucción
El Bayern se estableció como uno de los grandes clubes de Alemania —tanto así que Wilhelm Simetsreiter, Ludwig Goldbrunner, y Herbert Moll habían representado al equipo nacional de Alemania en los Juegos Olímpicos de 1936 en Berlín—. No obstante la Segunda Guerra Mundial estalló, lo que significó que muchos clubes entrarían en hibernación —entre ellos el Bayern—.
En 1933 el equipo no pudo defender su título tras perder sus dos partidos vitales contra el 1860 Múnich en el campeonato alemán del sur. Después de la «Machtergreifung» —toma del poder por parte de los nazis bajo el liderazgo de Adolf Hitler—, el presidente del club Kurt Landauer tuvo que dimitir por la presión política ejercida contra él debido a su ascendencia judía, mientras que el entrenador Richard Kohn «Dombi», —también de origen judío— tuvo que trasladarse a Suiza. A pesar de esto, el Bayern siguió siendo a ojos nazis un «Judenklub» —trad. lit. Club judío—.

El Bayern de Múnich siguió considerando a Landauer como presidente, y jugadores y dirigentes lo visitaron en Suiza pese a saber que con eso se ponían en la mira de la Gestapo.
Theo Zwanzige, presidente de la Federación Alemana de Fútbol.

El auge del nazismo supuso el fin del crecimiento del Bayern ya que numerosos socios del club lo dejaron. El Bayern era llamado «el club de los judíos» y, como era un club semiprofesional, se vio afectado también por las medidas gubernamentales, por lo que los jugadores de fútbol tuvieron que pasar otra vez a la categoría de aficionados. En los años siguientes el Bayern no pudo seguir defendiendo el título nacional, pero en cambio, llegó a clasificarse en la mitad de la tabla de su liga regional. Además, Oskar Rohr uno de los mejores jugadores, dejó el club para jugar como profesional en el Grasshopper Club Zúrich. El nuevo entrenador Hans Tauchert no fue capaz de repetir los viejos éxitos del club y en 1934 fue reemplazado por Ludwig Hofmann. Hofmann murió al poco tiempo por una enfermedad en la garganta, por lo que Richard Michalke asumió el cargo de entrenador.

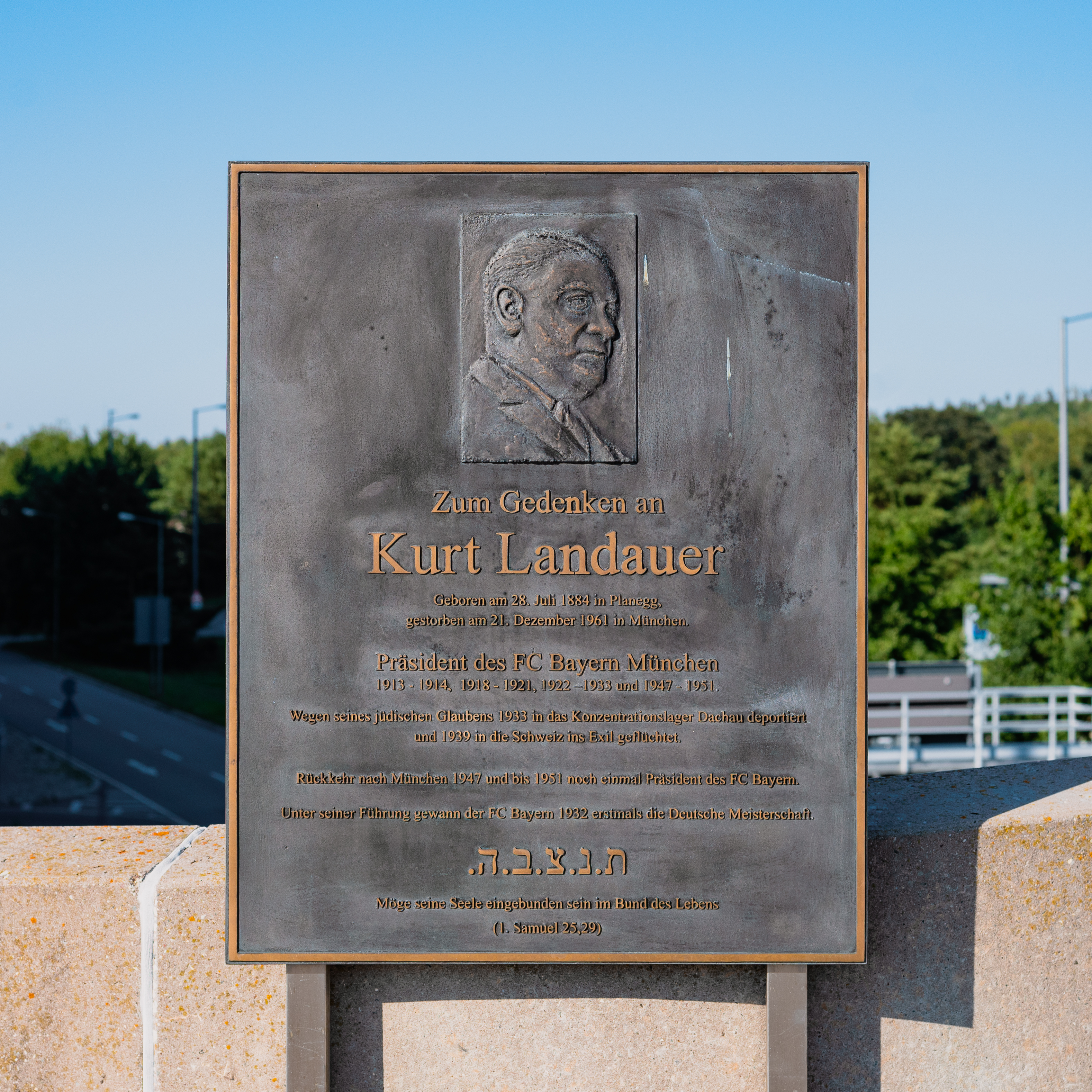
Vista de la placa conmemorativa en honor a Kurt Landauer al frente del Allianz Arena.

A medida que la guerra avanzaba, la Gauliga era más regionalizada para evitar que los clubes tuvieran que trasladarse a grandes distancias. Poco antes del final de la guerra jugaron en el Gauliga Múnich/Alta Baviera. En 1944 logran el campeonato alemán del sur y el equipo se clasificó para la ronda final en el campeonato alemán. En la segunda ronda pierden por «forfeit» contra el Mannheim. El 13 de julio del mismo año, la oficina y una parte de los archivos del club fueron destruidos tras los bombardeos. Al año siguiente Conny Heidkamp pasa a ser jugador-entrenador para afrontar la ronda final del campeonato alemán. Dicha ronda no se llevó a cabo en el año del final de la Segunda Guerra Mundial.
En julio de 1944 el Bayern perdió su casa cuando un bombardeo aliado destruyó la oficina del club. El 22 de abril de 1945, solo unos días antes del final de la guerra, venció 3:2 al 1860 Múnich. De acuerdo con los registros del club, el Bayern perdió a 56 miembros que perecieron en el campo de batalla, entre ellos los jugadores de selección Josef Bergmaier y Franz Krumm. Muchos otros fueron declarados desaparecidos en combate. Siete miembros también fueron asesinados por los nacionalsocialistas por razones raciales, políticas o religiosas.
Después de la Segunda Guerra Mundial y disuelto el Consejo de Control Aliado, todos los clubes deportivos de Alemania tuvieron que solicitar una licencia para su nueva fundación. Más que nadie, el capitán de larga data Conny Heidkamp, había hecho todo lo posible para mantener a los jugadores juntos durante los días más negros de la guerra. Seis semanas después de la capitulación alemana de mayo de 1945, el Bayern disputaría su primer juego, perdiendo 4:3 a su rival local el Wacker —hoy denominado Innsbruck—. Ese mismo año suben a jugar la Oberliga Süd. El nuevo comienzo después de la guerra fue difícil, en junio de 1947 Kurt Landauer regresa del exilio, y unas semanas más tarde fue reelegido como presidente de la asociación. Su cuarto y último mandato terminó en 1951.
El número de miembros de la asociación mostró un desarrollo positivo en los años de posguerra. Pronto, el Bayern volvió a conseguir más de 1000 miembros. En 1949, alcanzó de nuevo la fase de clasificación para el campeonato alemán al llegar en tercer lugar en la tabla de la liga. En la calificación se encontraron con el San Pauli, pero perdió 0:2. Desde ese momento comenzó un largo bajón deportivo en la asociación.
El fútbol alemán necesitó un tiempo para arrancar después de un periodo de necesidad y catástrofes. Tardó nueve años en volver a calar entre las masas, al volver la selección alemana triunfal del Copa Mundial de Fútbol de 1954 disputado en la vecina Suiza. El equipo de Sepp Herberger ganó allí su primer título mundial, aunque la final contra Hungría fuese una amarga experiencia para Jakob Streite, el cerebro de «los bávaros». El hasta entonces 15 veces internacional tuvo que ver el partido desde la grada. Con los años, un partido de la selección alemana sin ningún jugador del Bayern se convirtió en algo poco usual.
Uno de los pocos puntos destacados de los años 1940 y 1950 para el club, fue ganar la Copa de Alemania. En el resurgimiento, el Bayern no quería tomar parte en la copa originalmente. La intención era simplemente para ahorrar gastos de viaje, pero el nuevo entrenador Willibald Hahn instó en que era necesario participar y ser capaz de imponerse en la final. Después de vencer en la semifinal al Saarbrücken con marcador de 3:1, la final sería ante 42 000 espectadores en el estadio Augsburger Rosenaustadion, donde Rudolf Jobst marcó el definitivo 1:0 contra el Fortuna Düsseldorf.

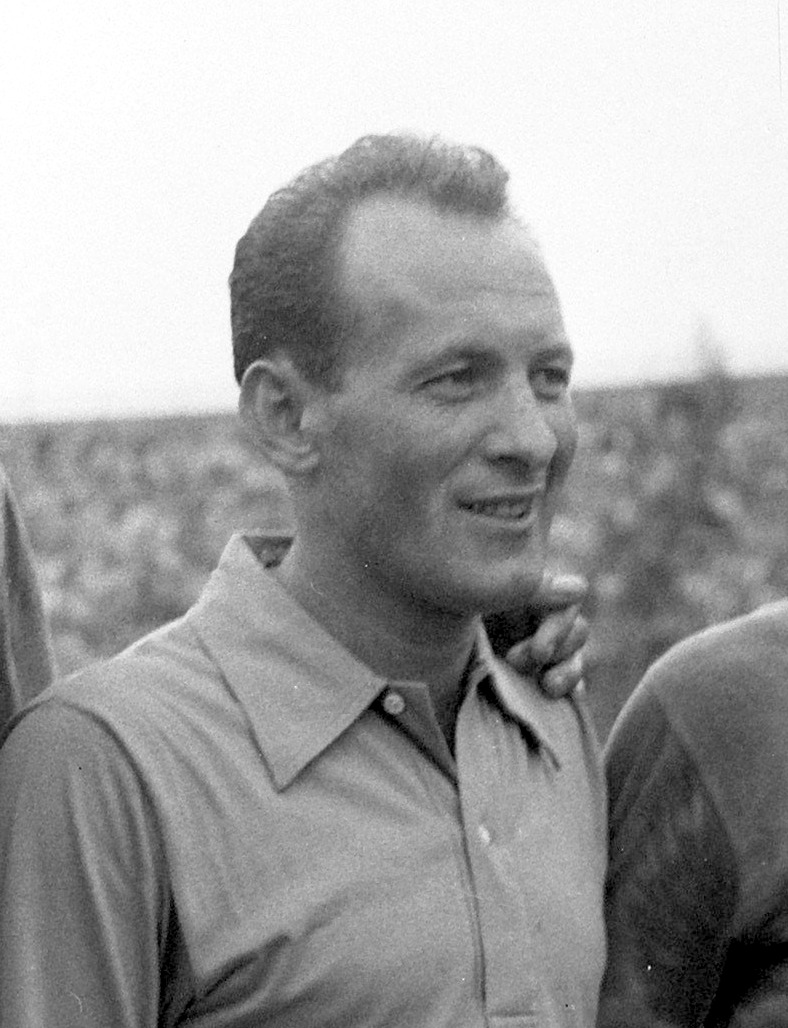
Zlatko Čajkovski sería el primer entrenador del club en la recién creada Bundesliga.

Después de conseguir el sorprendente éxito y el primer título importante desde 1932, aparecieron los problemas otra vez. En la liga solo alcanzó el séptimo lugar y hubo una vez más problemas financieros. Sin embargo aparece Roland Endler, un hombre de negocios de la ciudad de Neuss y gran fanático del Bayern, el cual proveyó los fondos necesarios, siendo además recompensado con cuatro años en la presidencia del club.
Con el nuevo entrenador Adolf Patek consiguieron el cuarto lugar en la temporada 1958-59 —el mejor resultado de los últimos diez años—. Después de aquello, vino un pequeño periodo de sequía. En la temporada 1962-63 el club participó por primera vez en un torneo internacional de prestigio; la Copa de Ferias. En la edición 1962-63, logró vencer al Basilea XI de Suiza por 0:3 en los dieciseisavos de final. En octavos se enfrentaron al Drumcondra de Irlanda donde consiguieron un abultado marcador en la ida tras ganar 6:0, mientras que en la vuelta cayeron derrotados por la mínima. En los cuartos de final acabaría su participación al caer 1:4 ante el Dinamo Zagreb de Croacia y empatar a cero en la vuelta.
El 28 de abril de 1962 nace una nueva era en el Bayern: en primer lugar, solo de forma provisional y por un año, Wilhelm Neudecker se hizo cargo del club. Herbert Erhardt era el único jugador experimentado del club, por lo que tuvieron que traer talento joven, entre ellos a Sepp Maier. El 30 de diciembre, el portero del Bayern, Fritz Kosar, tuvo que ayudar en el ataque, por lo que Maier realizó su debut con tan solo 18 años de edad. El Bayern terminó la temporada en la tercera posición de la tabla detrás del Núremberg y el 1860 Múnich. En 1963 no solo habían perdido el campeonato, sino que las Oberligas en Alemania fueron consolidadas en una liga nacional: la Bundesliga. Cinco equipos de la Oberliga Süd fueron admitidos. El Bayern terminó en tercer lugar en la división sureña ese año, pero el otro equipo de Múnich, el 1860 Múnich, había ganado el campeonato. Como la Asociación Alemana de Fútbol prefería no incluir dos equipos de una misma ciudad, el Bayern no estuvo seleccionado para la Bundesliga.
El contrato de Helmut Schneider en realidad fue extendido, pero luego tuvo que abandonar el club. Fue reemplazado por el croata Zlatko Čajkovski. El objetivo de la temporada era alcanzar la ronda de promoción a la liga, el cual también se podría lograr con un segundo lugar al final de la temporada. El 6 de junio de 1964, en el primer partido de la ronda de promoción ante el San Pauli, el Bayern salió airoso ganando 4:0. Fue el primer partido oficial de Franz Beckenbauer, quien para el momento contaba con 18 años de edad, y además su primer partido con el Bayern logró su primer gol.
A comienzos de 1964, tanto el Bayern y el 1860 Múnich trataron de utilizar los servicios del delantero Gerd Müller desde el club de aficionados de TSV 1861 Nördlingen. Mientras Bayern ofreció a Müller un contrato profesional, el TSV solamente ofreció un contrato de aficionado de un año. Esto llevó a que el posteriormente conocido «bombardero de la nación» se adhiriera a la lucrativa oferta presentada por el Bayern. Čajkovski no estaba muy impresionado por el compromiso de Müller, por lo que cariñosamente lo llamó «gordito Müller». Müller posteriormente fue determinante en la consecución del campeonato y el posterior ascenso a la Bundesliga. En 26 partidos, Müller anotó 32 goles. El partido de promoción fue ante el Tennis Borussia Berlín, donde el Bayern conseguiría una contundente victoria por 8:0 en la ciudad de Berlín, además del ascenso. Maier, Beckenbauer y Müller conformaron el llamado «eje», que posteriormente llevaría al Bayern a la fama mundial.

### Años dorados
En su primera temporada de la Bundesliga el Bayern disputó el derbi ante el 1860 Múnich perdiendo con marcador de 0:1. Posteriormente en el partido de vuelta, el Bayern logró ganar 3:0, dándole el tercer lugar en la tabla. Fue la única vez en la historia de la Bundesliga que ambos clubes de Múnich finalizaban la liga ocupando los primeros tres puestos de la tabla. Esa misma temporada consiguieron ganar la final de la Copa de Alemania derrotando al Meidericher 4:2. Esto lo clasificó para la Recopa de Europa del año siguiente.
En la temporada siguiente, el equipo se mantuvo casi sin cambios. Solo Franz Roth se incorporó al club. Desde la aparición de la Copa de Ferias, el Bayern jugó por primera vez una competencia internacional organizada por la UEFA, la Copa de Europa de Campeones de Copa. En ese torneo se daría el primer gran triunfo del Bayern en el escenario europeo. Bayern llegó a la final como una completa sorpresa tras dejar en el camino a clubes como el Tatran Prešov de Checoslovaquia, Shamrock Rovers de Irlanda, Rapid de Viena de Austria, y Standard de Lieja de Bélgica. La final sería en el Frankenstadion, de la ciudad de Núremberg, lugar donde 35 años antes el Bayern había conseguido ganar el primer título importante para el club. El Bayern jugó la final contra el Rangers de Escocia. Ante 71 000 espectadores, «el toro» Roth, quien posteriormente se ganaría el apodo «Mr. Copa de Europa» por marcar en los partidos importantes, abrió el marcador en la prórroga a los 108', dándole el primer título internacional al Bayern. La copa volvió a llevársela un club alemán, luego de que la temporada pasada el Borussia Dortmund lo consiguiera.
En 1967 el Bayern quedó en el sexto lugar de la liga, sin embargo, retuvo la Copa de Alemania. En Stuttgart, 68 000 espectadores vieron el nuevo triunfo del Bayern 4:0 ante el Hamburgo de Uwe Seeler, con goles de Müller (2), Ohlhauser y Brenninger. Este fue el tercer éxito en doce meses. Un joven Franz Beckenbauer ganaría además el premio al futbolista alemán del año.
La siguiente temporada no fue el año de los de Baviera. En las semifinales de la Recopa de Europa fueron derrotados en semifinales —por los eventuales ganadores, el Milan—, mientras que en la Copa de Alemania, el Bochum —que para ese entonces jugaba en la tercera división— derrotó a los campeones en semifinales.
«Tschik» Čajkovski abandonó el club en 1968 después de cinco años de éxito. Fue reemplazado por un entrenador nuevo, Branko Zebec, quien asume el control y reemplaza el estilo ofensivo del Bayern por un estilo más disciplinado, y al hacer eso logró el primer doblete en su historia, usando solo a 13 jugadores a lo largo de la temporada. Con él llegó Gustl Starek y Peter Pumm. Ambos demostraron ser en los años siguientes los pilares de su enfoque, que se basó en una defensa fuerte. En su primer año como entrenador, Zebec llevó al Bayern a ganar la liga y la copa por primera vez en la historia del club. En la final de copa derrotaron al Schalke 04 con un 2:1. Gerd Müller se llevaría esa temporada el premio al futbolista alemán del año.

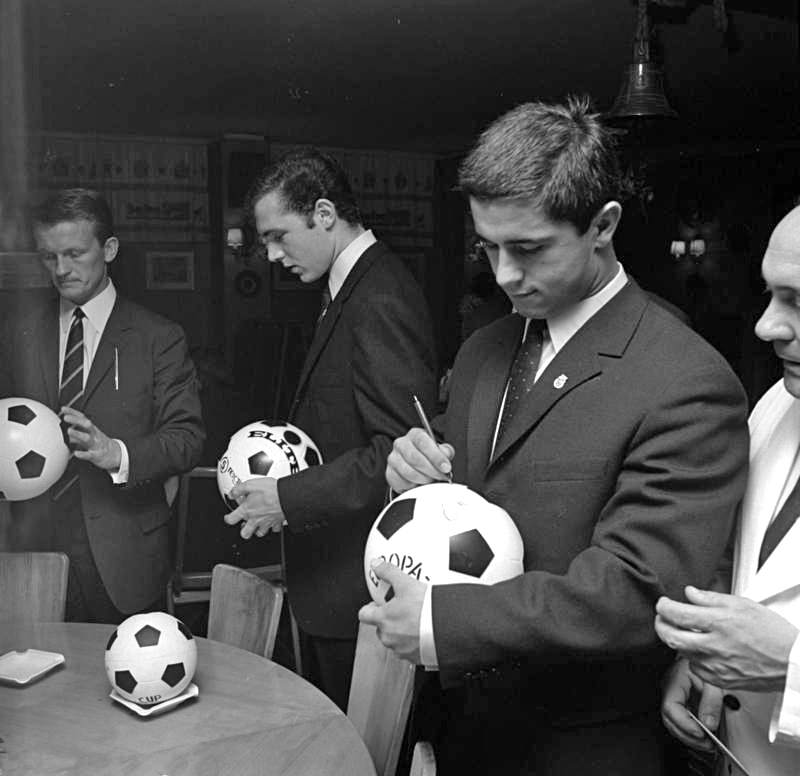
Werner Olk, Franz Beckenbauer y Gerd Müller, ayudaron al club a ganar la Copa de Europa tres veces consecutivas en 1974, 1975, y 1976, entre otros trofeos.

El 13 de marzo de 1970, Udo Lattek reemplaza al anterior entrenador Zebec. Al mando de Lattek, comenzó una era exitosa para el Bayern. Lattek condujo al equipo a conseguir el subcampeonato en la temporada 1969-70, donde Gerd Müller consigue por tercera vez el título de máximo goleador de la liga al anotar 38 tantos. —Además, fue el goleador de la Copa Mundial de Fútbol de 1970 celebrada en México—. A mitad de año, Werner Olk —quien había sido capitán durante algunas temporadas— pone fin a su carrera. Mientras tanto, había surgido un equipo al que el Bayern durante estos años tuvo que batir, el Borussia Mönchengladbach. Los «once potros» ganaron la liga en 1970 y 1971, relegando dos veces al Bayern a la segunda plaza.
En la temporada siguiente el Bayern se mantuvo una vez más en el segundo lugar detrás del Borussia Mönchengladbach. Para entonces, Lattek había sido muy criticado, sin embargo en su primera temporada completa como entrenador en jefe, ganó la Copa de Alemania y fue subcampeón de nuevo. Gerd Müller conseguiría de nuevo el premio como máximo goleador, pero esta vez no solo sería el goleador de la copa, sino de toda Europa. En la final contra el Colonia, Bernd Rupp anotaría el 0:1 para el Colonia, mientras que Franz Beckenbauer empató a los 53'. Franz Roth había sido sustituido al 68' por Edgar Schneider, quien lograría marcar al 118' para darle el triunfo al Bayern.
Antes del inicio de la nueva temporada el club le daría la oportunidad de debutar a dos jugadores que más tarde determinarían el futuro del Bayern: Uli Hoeneß y Paul Breitner. Ambos para entonces tenían 18 años de edad. La temporada 1971-72 fue un año récord para el club ya que se coronaron campeones con 55 puntos y 101 tantos anotados —40 de esos goles fueron anotados por Gerd Müller—. Además, durante la temporada le endosaron un 11:1 al Borussia Dortmund. El 28 de junio de 1972, el Bayern jugó su primer partido en su nueva casa, el estadio Olímpico de Múnich, siendo este el último partido de la temporada. La temporada siguiente el Bayern nuevamente se consagraría campeón, esta vez liderando desde la primera hasta la última de las jornadas, con 11 puntos de ventaja ante su perseguidor, el Colonia.
En la Copa de Campeones de Europa 1973-74, el Bayern logró avanzar a los octavos de final tras vencer en la tanda de penales al Åtvidabergs de Suecia. Posteriormente vino el duelo alemán ante el Dinamo Dresde. En el entretiempo de la ida, el Dinamo ganaba por 3:2 en Múnich, pero el Bayern daría vuelta al marcador para ganar 4:3. Dresde tenía una buena posición de cara al partido de vuelta, sin embargo, el Bayern ya estaba delante del marcador 2:0 tras doce minutos con dos goles de Uli Hoeneß. Poco después del descanso, Dresde alcanzaría el empate a los 52' y cuatro minutos después se irían arriba 3:2. Gerd Müller anotaría el empate a los 58'. El Bayern no tendría problemas en llegar a la final tras dejar en el camino al CSKA Sofía en cuartos, y al Újpest Dózsa en semifinales. La final en Bruselas sería contra el Atlético de Madrid. El partido se iría a prórroga tras empatar a cero, donde Luis Aragonés le daría el 1:0 al Atlético tras un tiro libre. El árbitro tenía el silbato en la boca, cuando Georg Schwarzenbeck anotaría el agónico empate tras un largo pase al fondo de Beckenbauer. El partido quedaría 1:1 por lo que tendría que jugarse el partido de desempate. En dicho partido el Bayern ganaría cómodamente tras vencer 4:0 con dobletes de Uli Hoeneß y Gerd Müller, consiguiendo por primera vez la Copa de Campeones de Europa. Este logro significó el avance del Bayern como el mejor equipo de Europa, luego de ganar la Copa de Campeones de Copa en 1967, y alcanzar las semifinales de la Copa de Campeones de Europa en 1968 y 1972.
En 1974 Paul Breitner dejaría el club para irse al Real Madrid, pero llegarían dos nuevos jugadores, Klaus Wunder del Duisburgo, y un delantero de tan solo 18 años de edad, Karl-Heinz Rummenigge. Años más tarde Rummenigge y Breitner harían que el Bayern fuese conocido como el «FC Breitnigge». Ese año el Bayern caería en la tercera ronda de la Copa de Alemania ante el Duisburgo, y en la liga solo alcanzarían el décimo lugar. Tras esto hubo una reunión entre Lattek y el presidente Neudecker. Lattek describió la conversación como: «Sr. Neudecker, tenemos que cambiar algo», a lo que Neudecker respondió: «Tienes razón. Estás despedido». El nuevo entrenador sería Dettmar Cramer, el cual no lograría salvar la temporada en la Bundesliga, pero conseguiría defender el título como campeones de Europa. Bayern vencería en las rondas finales al Magdeburgo con global 5:3, Ararat Ereván con global 2:1, Saint-Étienne con global 2:0, y al Leeds United. Estos últimos caerían en la final 2:0 con tantos de Roth y Müller al 71' y 81' respectivamente.
La Supercopa de Europa la disputarían ante el Magdeburgo, quien venía de vencer en la final de la Recopa de Europa al Milan, pero el Bayern y el Magdeburgo no pudieron ponerse de acuerdo en la fecha del partido, y terminó por no jugarse.

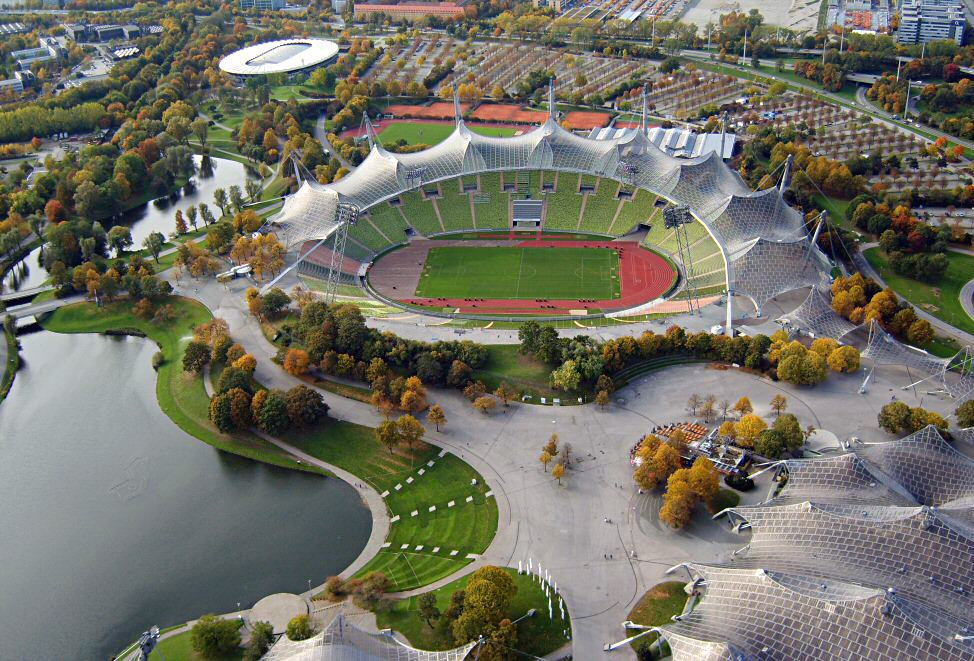
Vista del estadio Olímpico de Múnich, sede del club desde 1972 hasta 2005.

La temporada de 1975-76 no fue buena durante el mando de Cramer, debido a que antes del parón invernal ocuparía la décima posición en liga. También perderían ambos juegos ante el Dinamo de Kiev en la Supercopa de Europa. Después de las vacaciones de invierno el Bayern logró mejorar su posición y se ubicó tercero en la liga. En la Copa de Alemania llegaron a semifinales donde cayeron ante el Hamburgo. Otra cara mostraba el Bayern en la Copa de Campeones de Europa 1975-76. En los dieciseisavos de final vencerían con marcador global 1:8 al Jeunesse Esch. Posteriormente vencerían al Malmö y al Benfica, para disputar la semifinal ante el Real Madrid. El partido de vuelta en el estadio Olímpico de Múnich estaba lleno, y Paul Breitner jugaría con la camiseta del Real Madrid. Después del 1:1 en la ida, Gerd Müller sentenciaría al Madrid con un doblete para ganar 2:0, por lo que el club jugaría su tercera final de manera consecutiva. En Glasgow, Franz Roth le haría honor a su apodo, «Mr. Copa de Europa», y anotaría al 57' el único gol del partido ante el Saint-Étienne para ganar por tercera vez la Copa de Campeones de Europa.
El trofeo final que ganó el Bayern, fue la Copa Intercontinental, en la cual derrotó al Cruzeiro de Brasil, mientras que perdió nuevamente la Supercopa de Europa, esta vez ante el Anderlecht. El resto de la década obtuvo resultados muy variables y no aportó títulos para el Bayern. En 1977 Franz Beckenbauer se fue a América a jugar con el New York Cosmos y en 1979 Sepp Maier y Uli Hoeneß se retiraron, en tanto que Gerd Müller fue fichado por el Fort Lauderdale Strikers de Estados Unidos. El equipo notó sus ausencias durante tres años en los que no consiguió ningún título. Estos volvieron de la mano de un joven Karl-Heinz Rummenigge.
En 1979 asumió Uli Hoeneß el cargo de entrenador a la edad de 27 años y relevó así al consejero de Beckenbauer, Robert Schwan. Pál Csernai sustituyó al entrenador Gyula Lorant, mientras que el presidente Neudecker se marchó porque el equipo había rechazado al antiguo «león» Max Merkel como entrenador. El nuevo presidente fue Willi O. Hoffmann.

### Agitación y cambio
La década de los años 1980 fue un período de confusión para el Bayern, con muchos cambios de personal y el advenimiento de los problemas financieros. En el campo, Paul Breitner y la joven promesa Karl-Heinz Rummenigge, hicieron que el club fuese llamado como el «FC Breitnigge», ya que ambos condujeron al equipo hacia los títulos de la Bundesliga en 1980 y 1981. En 1982 se jugó la final de copa ante el Núremberg, donde después de ir perdiendo 0:2, el Bayern remontó y acabó ganando por 4:2 —Dieter Hoeneß con la cabeza ensangrentada, y cubriéndose la herida con un vendaje marcó un gol—. Ese año en cambio se perdió la final de la Copa de Europa contra el Aston Villa por 0:1. Por otra parte, entre 1966 y 1981 el Bayern colocó a varios de sus jugadores en el galardón del futbolista del año en Alemania hasta un total de once veces: Beckenbauer (4), Maier (3), Müller (2), Rummenigge y Breitner con uno.
El Bayern conquistó la copa nacional en 1984, y luego consiguió ganar cinco campeonatos en seis temporadas, incluyendo un doblete en 1986. Sin embargo, el éxito no llegó durante esa década; el Bayern quedó en segundo lugar en la Copa de Europa en 1982 y 1987. Jupp Heynckes fue contratado como entrenador en 1987, pero después de ganar dos campeonatos consecutivos en 1988-89 y 1989-90, el Bayern se hundió.

### Carrusel de entrenadores y títulos

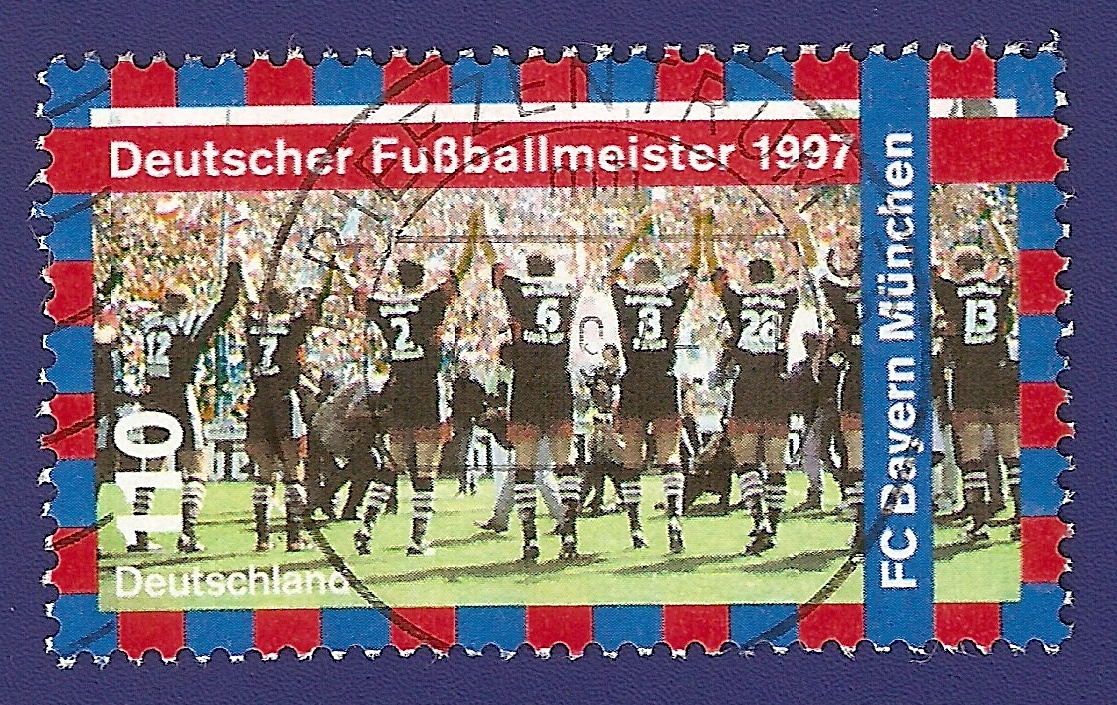
Estampilla del Deutsche Post conmemorando el título liguero conseguido por el Bayern en la temporada 1996-97.

Después de un segundo lugar en 1990–91, el equipo solo obtuvo cinco puntos más que descendidos en 1991-92. En la temporada de 1992-93, el Bayern perdió en la Copa de la UEFA en la segunda ronda contra el Norwich City —único equipo inglés que le ha derrotado en su antiguo estadio, el estadio Olímpico de Múnich—. El éxito regresó cuando Franz Beckenbauer asumió el control en la segunda mitad de la temporada de 1993-94, ganando la Bundesliga nuevamente después de una brecha de cuatro años. Igualmente Beckenbauer fue nominado para presidente del club.
Sus sucesores como entrenadores —el italiano Giovanni Trapattoni y alemán Otto Rehhagel— terminaron sin trofeos después de la temporada, no cumpliéndose las altas expectativas del club. Durante este tiempo los jugadores del Bayern aparecían a menudo en las páginas de la prensa rosa en vez de las páginas deportivas, dando por resultado que lo apodaran el «FC Hollywood». Beckenbauer regresó brevemente al final de la temporada de 1995-96 como entrenador adjunto y condujo al equipo hacia la victoria en la Copa de la UEFA 1995-96, venciendo al Girondins de Burdeos en la final. En la temporada 1996-97 Trapattoni regresó como entrenador volviendo a conquistar el campeonato, pero en la siguiente temporada el Bayern no consiguió el título —el campeón fue el Kaiserlautern—, y Trapattoni tuvo que despedirse.
Desde 1998 hasta 2004 el Bayern fue dirigido por Ottmar Hitzfeld. En la primera temporada de Hitzfeld, el Bayern conquistó la Bundesliga y estuvo cerca de conquistar la Liga de Campeones, pero perdieron 1:2 contra el Manchester United en el tiempo extra después de estar ganando en la mayor parte del partido.

### Redención
En la temporada de 1999-00 el Bayern ganó su tercer doblete. El tercer título consecutivo de la Bundesliga lo consiguió en 2001, en la última jornada del campeonato. Poco más tarde, el Bayern conquistó la Liga de Campeones de la UEFA por cuarta vez después de una brecha de 25 años, derrotando al Valencia en la final en la tanda de penaltis. La temporada de 2001–02 comenzó con una victoria en la Copa Intercontinental ante Boca Juniors de Argentina, pero acabó sin otro trofeo. Una temporada más tarde el Bayern conquistó su cuarto doblete, dirigiendo la liga por un margen estrecho. El reinado de Hitzfeld acabó en 2004, a causa de esto el Bayern perdió desempeño, incluyendo una derrota en la Copa de Alemania contra el Alemannia Aquisgrán —equipo de la 2. Bundesliga—.

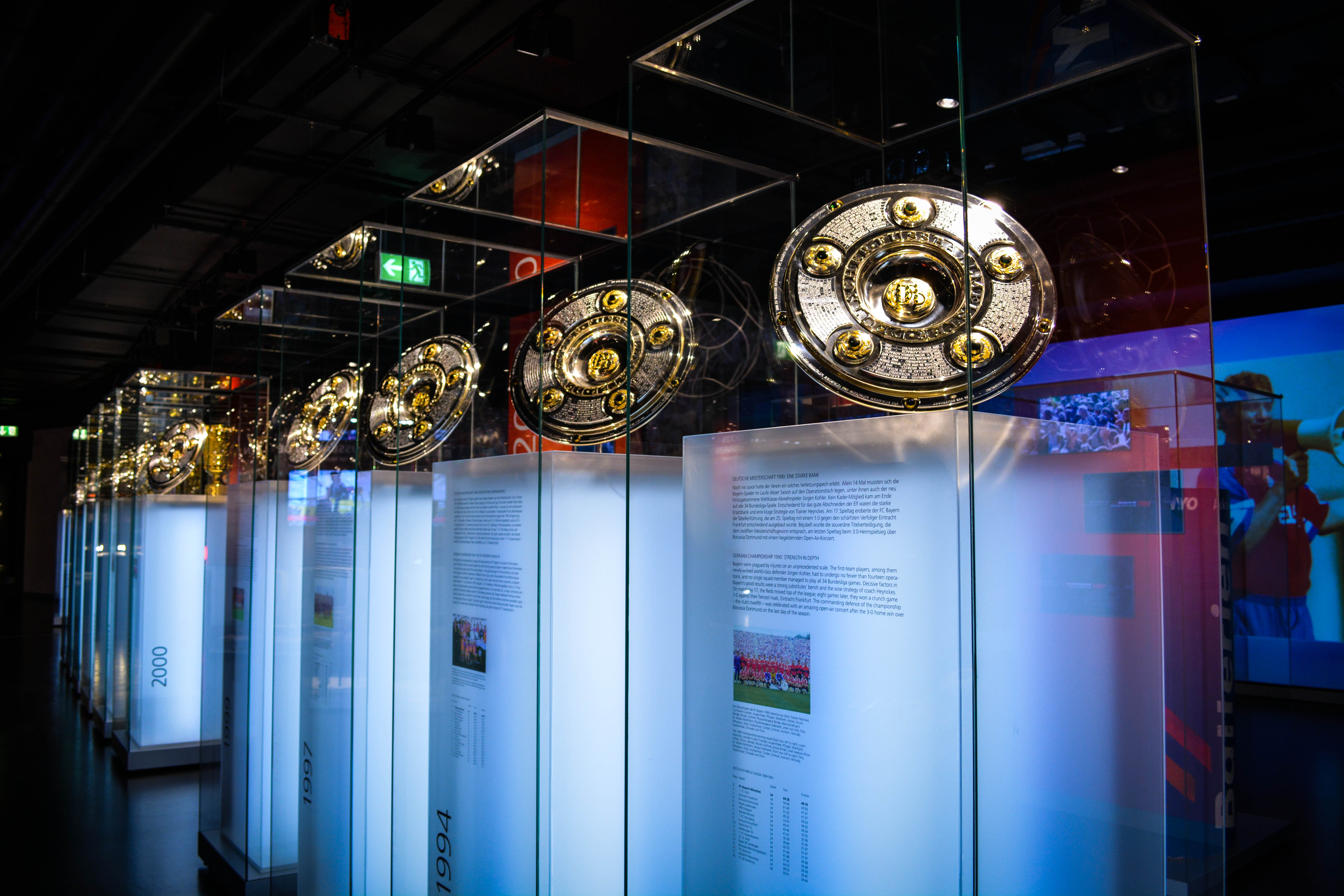
Vista de las «ensaladeras» ganadas entre mediados de los 90 y principios del 2000.

Félix Magath asumió el control y condujo al Bayern hacia dos dobletes consecutivos. Antes de comenzar la temporada 2005-06, el Bayern se mudó del estadio Olímpico de Múnich al nuevo Allianz Arena de su propiedad, el cual para entonces compartió con el club 1860 Múnich. En el campo su actuación en 2006-07 no fue la esperada. Tras un flojo campeonato de liga y una nueva derrota contra el Alemannia Aquisgrán, el entrenador Magath fue despedido poco después de la pausa de invierno.
El entrenador anterior, Ottmar Hitzfeld, regresó a Múnich en enero de 2007, pero el Bayern terminó cuarto en la temporada de 2006–07, así que no pudo clasificarse para la Liga de Campeones por primera vez en más de una década. Las derrotas adicionales en la Copa de Alemania y en la Copa de la Liga dejaron al club sin trofeos. Para la temporada de 2007–08, el Bayern hizo cambios drásticos de la escuadra para ayudar a reforjar y reconstruir al equipo. «Los bávaros» procedieron a ganar la Copa de Alemania y la Bundesliga en 2008, estando en las posiciones delanteras en cada semana.
El 11 de enero de 2008, Jürgen Klinsmann fue nombrado sucesor de Ottmar Hitzfeld, tomando el cargo el 1 de julio tras haber firmado un contrato de dos años. Durante la primera mitad de la temporada 2008–09 de la Bundesliga, el Bayern tuvo un principio tambaleante, ganando simplemente dos partidos hasta el sexto partido, pero después empezó a estar a la altura de las circunstancias. El Bayer Leverkusen eliminó al Bayern en los octavos de final de la Copa de Alemania, mientras que en la Liga de Campeones de la UEFA 2008-09 el Bayern llegó a los cuartos de final, siendo eliminados por el a la postre campeón, el Barcelona, después de ganar en el Grupo F y derrotar a Sporting de Lisboa en la primera ronda de la eliminatoria, logrando un resultado global récord en la Liga de Campeones de 12:1. El 27 de abril, dos días después de una derrota en casa contra el Schalke 04 que hizo caer al Bayern al tercer puesto en la tabla, Jürgen Klinsmann fue despedido. Esto fue precedido por varios resultados decepcionantes —como una derrota por un global de 5:1 contra el «Barça» en la Liga de Campeones, y otra derrota de 5:1 contra el campeón nacional Wolfsburgo—. El anterior entrenador Jupp Heynckes volvió a ser nombrado de forma interina hasta el fin de la temporada. El Bayern finalmente terminó en segundo lugar, y así se clasificó directamente para la Liga de Campeones 2009-10.

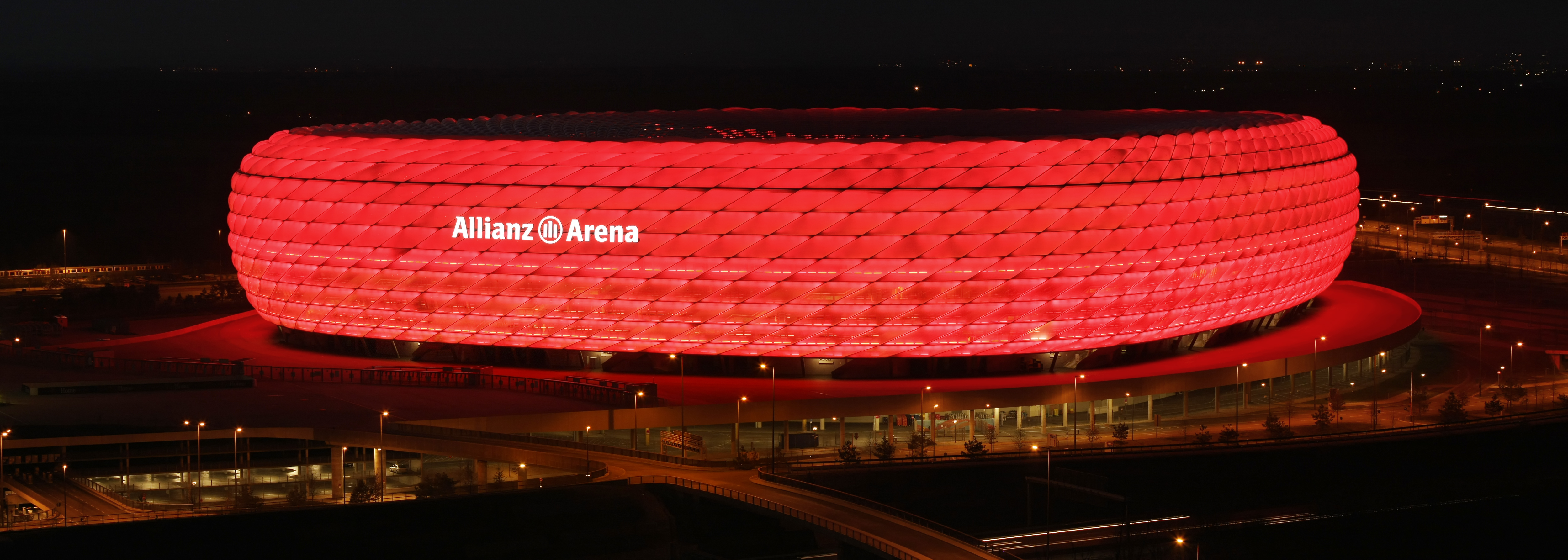
Inaugurado en 2005, el Allianz Arena es uno de los estadios más modernos del mundo.

El Bayern fichó luego al entrenador neerlandés Louis van Gaal del AZ Alkmaar, para la temporada 2009-10. Mientras el equipo era objeto de controversias debido a un comienzo complicado, poco a poco Van Gaal logró reconducir la situación y llevar al Bayern a los octavos de final de la Liga de Campeones, donde tuvieron a la Fiorentina como su adversario. El 9 de marzo, perdieron contra Fiorentina por 3:2, pero avanzaron hacia los cuartos de final por la regla del gol de visitante. En el choque de cuartos de final contra el Manchester United, el Bayern logró un resultado similar a sus encuentros contra Fiorentina, empatando 4:4 y progresando para las semifinales de la Liga de Campeones por la misma regla del gol de visitante. El 27 de abril de 2010, el Bayern venció al Olympique de Lyon por 3:0 después de ir ganando 1:0 en el primer tiempo. Ese resultado envió al equipo de Múnich a la final de la Liga de Campeones una década después. El 8 de mayo, el Bayern conquistó la 1. Bundesliga 2009-10 después de una victoria de 3:1 sobre el Hertha Berlín. El equipo también conquistó la Copa de Alemania el 15 de mayo, consiguiendo así el doblete. Sin embargo, el Bayern perdió 2:0 en la final de la Liga de Campeones de la UEFA contra el Inter de Milán de José Mourinho el 22 de mayo en Madrid, quedándose a un paso del triplete —que curiosamente sí completó su rival aquel día—.

### Quintuplete histórico
En la temporada de 2010–11 fueron eliminados en la ronda de octavos en la Liga de Campeones de la UEFA 2010-11 nuevamente por el Inter de Milán por la citada regla de goles fuera de casa. Louis van Gaal sería cesado el 9 de abril de 2011 al quedar eliminado en semifinales de la copa nacional y ocupar el tercer puesto en la Bundesliga 2010-11.

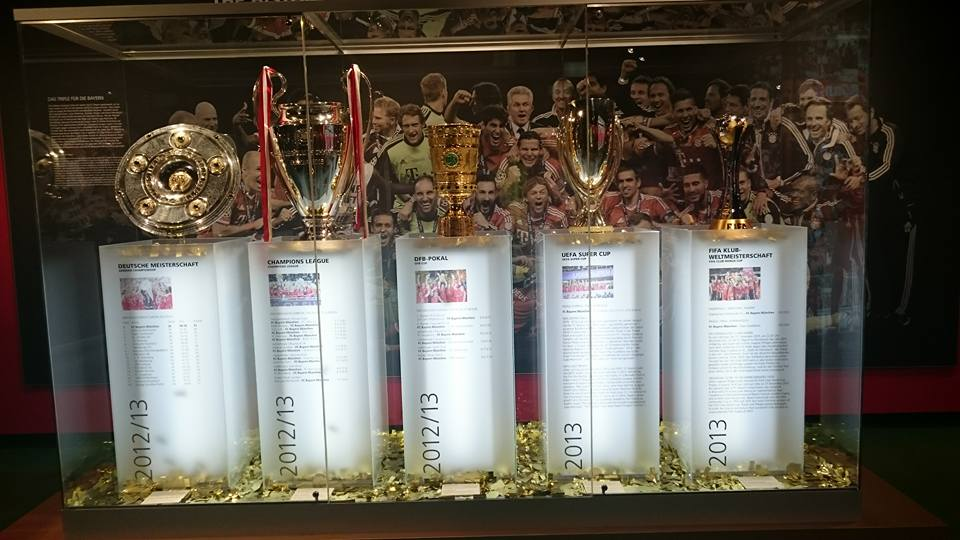
Vista del quintuplete conseguido entre 2012 y 2013.

El «veterano» entrenador Jupp Heynckes —que llevó al Bayer Leverkusen al subcampeonato en la 1. Bundesliga 2010-11— sería otra vez el nuevo entrenador del Bayern para la temporada 2011-12, la cual sería su tercera etapa al frente del club. El equipo mejora en la Bundesliga 2011-12 pero solo le da para ser subcampeón tras el Borussia Dortmund. Sin embargo, pocos días después elimina al Real Madrid en una «agónica» tanda de penaltis —el resultado tras ambos encuentros fue de 2:1 favorable al conjunto que actuaba como local— en la que Philipp Lahm y Toni Kroos fallaron, mientras que Cristiano Ronaldo, Kaká y Sergio Ramos erraron por parte del club español. De esta manera, el conjunto muniqués se clasificaba para jugar la final de la Liga de Campeones 2011-12 que se diputaba su estadio, el Allianz Arena ante el Chelsea. Finalmente el Bayern acabó nuevamente la temporada sin títulos, al perder las finales de Copa —5:2 ante el Borussia Dortmund— y Liga de Campeones —por penaltis—.
La temporada 2012-13 empezaba con buen pie, al vencer por 2:1 al Borussia Dortmund, en la Supercopa de Alemania. Con esto se frenaba una racha de dos años sin títulos. El 16 de enero de 2013, se hizo oficial la contratación del español Pep Guardiola para la temporada 2013-14 como nuevo entrenador hasta 2016 —ya que Heynckes había anunciado su retiro al final de esa temporada—. El 6 de abril, el Bayern se proclamó campeón de liga por 23.ª vez en su historia, a falta de seis jornadas para el final, tras una victoria por 0:1 ante el Eintracht Fráncfort. En la semifinal de Liga de Campeones eliminó al Barcelona con un global de 7:0, donde posteriormente, el 25 de mayo, se proclamó campeón de la Liga de Campeones tras derrotar 2:1 al Borussia Dortmund en el estadio de Wembley. Finalmente, el 1 de junio ganarían 3:2 al Stuttgart proclamándose así campeón de la Copa de Alemania 2012-13 y completando el primer triplete continental en la historia para un equipo de fútbol alemán.
Entre 2013 y 2016, el Bayern Múnich vivió la era de Pep Guardiola tras suceder a Jupp Heynckes. Durante este periodo, el club logró tres títulos consecutivos de la Bundesliga y varios dobletes nacionales, incluyendo la Copa Mundial de Clubes en 2013. Sin embargo, las semifinales de la Champions League se convirtieron en una barrera insuperable, siendo eliminado tres veces consecutivas por equipos españoles.
De 2016 a 2018, Carlo Ancelotti y el regreso de Jupp Heynckes marcaron una etapa de transición. El club ganó dos títulos más de Bundesliga, pero nuevamente tuvo dificultades en Europa, quedando fuera en cuartos y semifinales. Este periodo también vio la despedida de leyendas como Philipp Lahm y Xabi Alonso, quienes cerraron sus carreras tras contribuir al éxito del club.
En 2018, con Niko Kovač como entrenador, el Bayern mantuvo su dominio doméstico al ganar dobles títulos nacionales, pero sufrió eliminaciones tempranas en Champions, incluyendo una ante el Liverpool en octavos de final. Además, se realizó el fichaje récord de Lucas Hernández, reforzando la plantilla para los próximos desafíos.
La etapa de Hans-Dieter Flick (2019-2021) fue una de las más exitosas del club. Con Flick al mando, el Bayern logró un triplete histórico en 2019-20 y posteriormente el sextuplete, convirtiéndose en el segundo club en Europa en lograrlo. Además, el equipo rompió récords de victorias consecutivas en competiciones europeas, consolidando un periodo de dominio absoluto.
Con Julian Nagelsmann (2021-2023), el club continuó ganando la Bundesliga, logrando su décimo título consecutivo en 2022. Sin embargo, las eliminaciones en Champions League en cuartos y semifinales evidenciaron un rendimiento irregular. Nagelsmann fue despedido en 2023, siendo reemplazado por Thomas Tuchel.
Bajo la dirección de Tuchel (2023-2024), el Bayern enfrentó una de sus temporadas más difíciles en más de una década. Perdió la Bundesliga tras 11 títulos consecutivos, fue eliminado tempranamente de la Copa de Alemania y cayó en semifinales de Champions ante el Real Madrid. Esto marcó un cierre caótico con despidos de directivos clave.
En 2024, Vincent Kompany asumió como entrenador, aunque el inicio fue complicado. El equipo sufrió una derrota en Champions ante el Aston Villa, rompiendo una racha de 41 partidos invictos en fase de grupos desde 2017.

## Cronología de movilidad interdivisional
| - 1909-1914 Ostkreis-Liga (L1) - 1919-1923 Kreisliga Südbayern (L1) - 1923–1933 Bezirksliga Bayern (L1) | - 1933–1945 Gauliga Bayern (L1) - 1945–1955 Oberliga Süd (L1) - 1955-1956 2. Oberliga Süd (L2) | - 1956–1963 Oberliga Süd (L1) - 1963–1965 Regionalliga Süd (L2) - 1965–act. 1. Bundesliga (L1) |

 L1 = Máxima categoría del Sistema de ligas de fútbol de Alemania; L2 = Segunda categoría del sistema de ligas de fútbol de Alemania

### Trayectoria histórica
Nota: La Regionalliga Süd fue la 2.ª categoría del fútbol alemán de 1963 a 1974. De 1973 a 2008 fue la tercera categoría por la creación de la 2. Bundesliga y desde 2008 pasó a ser la 4.ª categoría por la creación de la 3. Liga.

## Símbolos

### Escudo

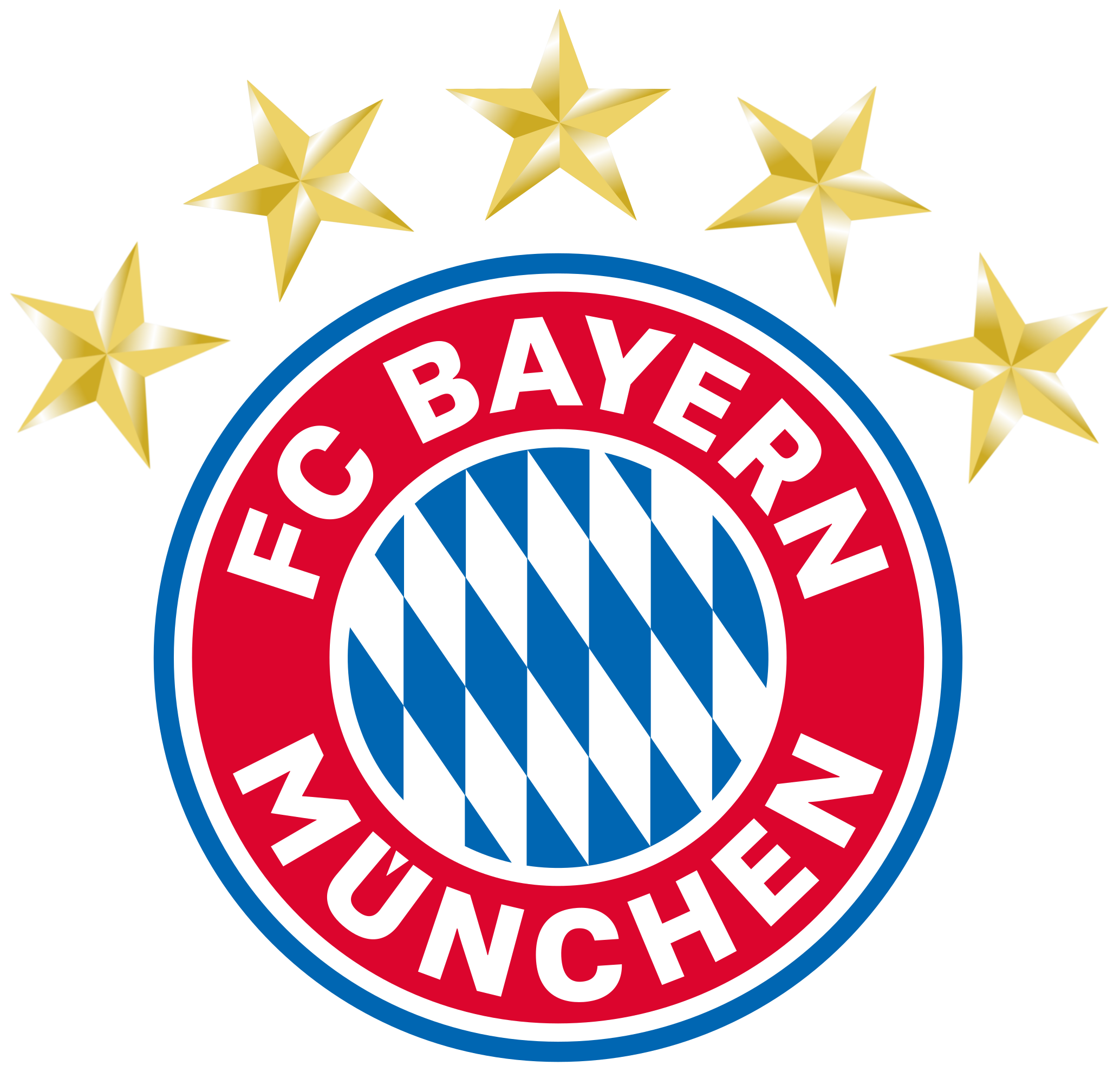
Escudo actual adornado con las cinco estrellas de campeón.

La versión moderna del escudo ha evolucionado en varias etapas a partir de la versión de 1954. El club realizó una serie de cambios menores en su insignia para la temporada 2017-18. Dichas modificaciones son las primeras que se le hacen al escudo desde 2002. Las características principales del mismo son:
- Leyenda. En forma de arco aparece plasmado el nombre del club FC Bayern München.
- Rombos. En la parte central del escudo, se aprecian los rombos azules y blancos representativos de la bandera de Baviera.
- Borde. El escudo se encuentra bordeado por anillos de color azul y blanco.

Adicionalmente, en el uniforme, el escudo está acompañado por cinco estrellas bordadas ubicadas en la parte superior. Dichas estrellas representan los más de treinta títulos de Bundesliga ganadas por el club. En Alemania el reparto de estrellas se suele dar de la siguiente forma: una estrella por cada tres ligas, dos estrellas por cada cinco ligas, tres estrellas por cada diez ligas, cuatro estrellas por cada veinte ligas, y cinco estrellas por cada treinta ligas —el Bayern por haber ganado más de 30 títulos de Bundesliga, tiene el derecho a lucir las cinco estrellas—.

#### Evolución histórica
El escudo del Bayern se ha modificado varias veces a lo largo de su fundación. En sus inicios el escudo constaba de una bandera de asta dorada que mezclaba —con un diseño de líneas que se entrelazaban— las iniciales del club «FCB». Ese diseño solo duró un año ya que fue sustituido por un escudo de fondo blanco y letras azules. No obstante el diseño siguió cambiando estéticamente durante años al añadirse letras —esto debido a las fusiones que tuvo el club—. Desde 1906 hasta 1919 fue parte del Münchner SC.
Desde 1919 hasta 1924 se detonaba «Bayern FA», donde «FA» era la abreviatura para «Fußball-Abteilung» —trad. departamento de fútbol—; en ese entonces el Bayern se había integrado con el TSV Jahn Múnich y se constituyó como su departamento de fútbol. Posteriormente pudo independizarse y en 1924 sustituyó su escudo por uno muy similar al que poseía entre 1901 y 1906. No obstante, dicha independencia terminaría en 1938, cuando el club atrajo la atención de Adolf Hitler —ya que para entonces el Bayern era el club más prestigioso de Baviera—. Fue entonces cuando el club por su popularidad adoptó —a la fuerza— un nuevo emblema, el cual consistía en una base circular roja con letras doradas y al centro un águila con la cruz gamada, esto como medio de propaganda de la dictadura nazi. A diferencia de lo que se pueda pensar, el club nunca tuvo vínculos con el régimen. Todo esto concluyó con el fin de la Segunda Guerra Mundial en 1945, siendo el Bayern uno de los pocos clubes que se opuso al régimen de Adolf Hitler.
A continuación se muestra el listado de los logos que ha tenido el club a lo largo de su historia:
Escudos del Club
| 1900-1901 | 1901-1906 | 1906-1919 | 1919-1924 | 1924-1954 |
|           |           |           |           |           |
| 1954-1996 | 1996-2002 | 2002-2017 | 2017-2024 | 2024-Act  |
|           |           |           |           |           |

### Himno
«Stern des Südens» —trad. «Estrella del sur»— es una canción compuesta por el compositor alemán Willy Astor. Es el himno del equipo «bávaro», y es cantada al principio de sus partidos en el estadio Allianz Arena de Múnich. Esta ha sido traducida en más de 12 idiomas.

### Lema y filosofía
El lema más conocido de la entidad es Mia san mia, —que en el dialecto bávaro significa «nosotros somos nosotros»—.
Mia san Mia es una frase que tiene sus raíces en el Imperio Austro-Húngaro del siglo XIX, y luego fue utilizada por el político alemán Franz Josef Strauss —presidente de la Unión Social Cristiana en Baviera (CSU) desde 1961 hasta 1988—, antes de ser adoptado por el Bayern durante la década de 1980.
El lema fue entonado por primera vez en la década de 1980 cuando los jugadores celebraron la consecución del título liguero en el balcón del ayuntamiento de Múnich. Estos a su vez entonaron:

«Mia san mia, mia san stärker ois die Stier, mir san stärker ois die Bam, weil mia echte Bayern san!»
«Somos lo que somos, somos más fuertes que los toros, somos más fuertes que los árboles, porque somos los verdaderos ¡Bávaros!».

Estas palabras fueron plasmadas en dieciséis frases que resumen la filosofía del club, y a su vez están plasmadas desde las paredes del pasillo que lleva al vestuario de la ciudad deportiva hasta el comedor del primer equipo:

«Mia san ein Verein, Mia san Botschafter, Mia san Vorbilder, Mia san Tradition, Mia san Innovation, Mia san Selbstvertrauen, Mia san grenzenlos, Mia san Fußball, Mia san Respekt, Mia san Freude, Mia san Treue, Mia san Partner, Mia san Heimat, Mia san Motor, Mia san Verantwortung, Mia san Familie. ¡Mia san mia - mia san der FC Bayern!»
«Somos un club, somos embajadores, somos un ejemplo, somos tradición, somos innovación, somos confianza en nosotros mismos, somos un club sin fronteras, somos fútbol, somos respeto, somos alegría, somos fidelidad, somos compañeros, somos patria, somos un motor, somos responsabilidad, somos familia ¡Somos lo que somos! ¡Somos el FC Bayern!»

## Indumentaria
La historia del uniforme del Bayern en realidad es bastante «caótica», —tanto así que la combinación actual de colores del club no estaba en los planes originales al momento de su fundación—. Deutsche Telekom es el principal asociado publicitario y a su vez el titular actual de los derechos de la camiseta, mientras que el proveedor principal del club es Adidas.
En los años anteriores los derechos de la camiseta fueron sostenidos por Adidas (1974–78), Magirus Deutz e Iveco (1978–84), Commodore (1984–89), Opel (1989–2002), y Deutsche Telekom (2002-presente).
«Bayern» significa Baviera en el idioma alemán, y en los estatutos del club se encomendó que se utilizaran los colores de la bandera de Baviera —una combinación de rombos azules y blancos—. Es por ello que los fundadores del club establecieron el uso de dichos colores en el emblema del club, así que decidieron utilizar camisetas blancas y pantalones cortos azules. El único problema es que era imposible comprar pantalones cortos azules durante la primera década de 1900, por lo tanto, el Bayern se vio obligado a usar pantalones cortos negros —a los cuales llamaban «azul marino»—.
En los primeros años del fútbol alemán, era muy común que los clubes de fútbol se fusionaran, con esto reducían costes y aseguraban la supervivencia de las entidades. El caso del Bayern no fue diferente, y en 1906 se fusionaron con el Münchner Sportclub, no obstante ambas entidades tuvieron que ponerse de acuerdo en cuanto al tema de la identidad del club. El Bayern logró que el nombre, el escudo del club, y la camiseta blanca se mantuvieran, sin embargo, debieron utilizar pantalones cortos de color rojo oscuro —dichos colores eran los del Münchner Sportclub—.
Años más tarde, consiguieron el apodo de «Die Rothosen» —trad. lit. «Los pantalones cortos rojos»—, el cual no precisamente era un cumplido. El Bayern fue objeto de burlas y ofensas por jugadores y directivos de clubes rivales, los cuales incluían chistes acerca de que los jugadores del club mestruaban. Estos se detuvieron cuando «los bávaros» sacrificaron su camiseta blanca —símbolo de su identidad—, para vestir una roja y así finalmente vestir un uniforme completamente rojo, por el cual fueron apodados «Die Rothen» —trad. «Los rojos»—. No obstante, el Bayern posteriormente decidiría cambiar con los colores de su equipación, llegando a incluir rayas verticales de color azul o blanco.
En última instancia el Bayern cambio de un marrón rojizo a un tono básico de rojo y puso fin a la búsqueda de un aspecto coherente de una vez por todas. Esto no significó que el aspecto del uniforme no cambiara en años posteriores, solo que esta vez, solo fueron pequeños ajustes. Cuando el rojo se convirtió en el color primario, el color blanco se utilizó para los uniformes de visitante. Ha habido un par de temporadas donde los jugadores del Bayern vestían de color amarillo u oro, pero estos colores iban y venían, mientras que el blanco se mantuvo. A continuación, nació el uniforme alternativo para competencias internacionales. En la temporada 1998-99, el Bayern llegó a la final de la Liga de Campeones de la UEFA con un uniforme color plata el cual usó exclusivamente para este torneo. Hoy en día, el Bayern tiende a utilizar una equipación de tonos oscuros para cada temporada.
El actual contrato entre el club y el proveedor de indumentaria Adidas tiene vigencia hasta el año 2030, donde el club recibe un monto fijo de 60 millones de euros al año.
| 1900 |  | (Ver evolución) | presente |

## Instalaciones

### Estadio
El Bayern jugó sus primeros partidos de entrenamiento en Schyrenplatz, en el centro de Múnich. Los primeros partidos oficiales se disputaron en el Theresienwiese. En 1901 el Bayern se mudó a su propio campo el cual estaba ubicado en la Clemensstraße en el barrio de Schwabing. Después de fusionarse con el Münchner Sportclub en 1906, el Bayern se trasladó en mayo de 1907 al estadio del MSC, el Leopoldstraße. Como el número de espectadores que acudían a los partidos del Bayern iba aumentando a principios de los años 1920, el Bayern tuvo que mudarse a diversos campos de Múnich.

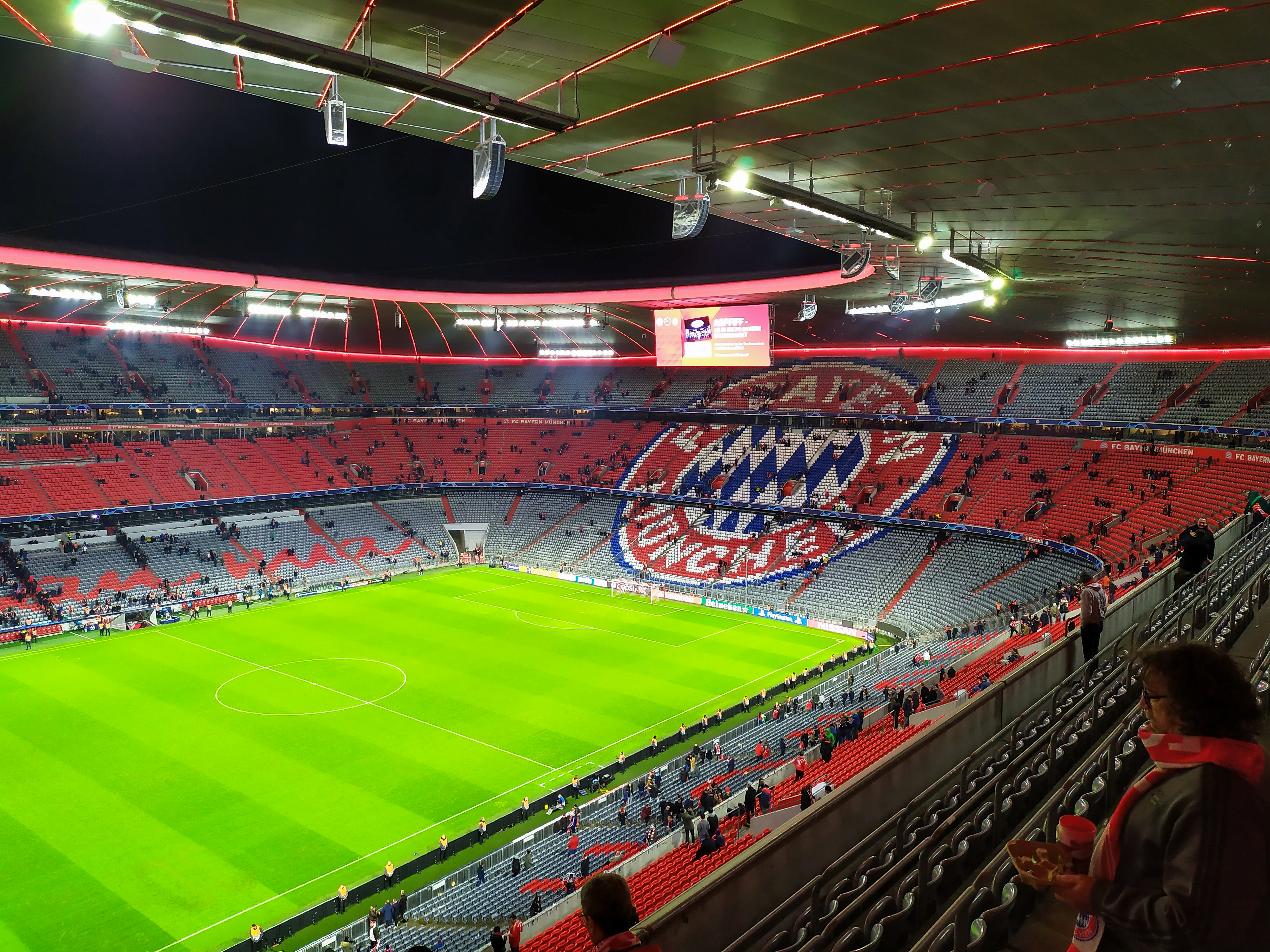
Vista interior del estadio desde la tribuna este.

A partir de 1925 el Bayern compartió el Grünwalder Stadion con el 1860 Múnich. Hasta la Segunda Guerra Mundial el estadio era propiedad del 1860 Múnich, y es todavía conocido coloquialmente como «Sechz'ger Stadium». El estadio quedó destruido durante la guerra, y los esfuerzos para reconstruirlo no dieron resultado. Los espectadores del Bayern en el Grünwalder Stadion se estimó en más de 50 000 cuando jugó contra el Núremberg en la temporada de 1961–62. En la 1. Bundesliga el estadio tuvo una capacidad máxima de 44 000, que se alcanzó en varias ocasiones, pero desde entonces se ha reducido a 21 272, como fue el caso en la mayor parte de los estadios de este período. Hoy los equipos filiales del Bayern juegan en ese estadio.
La ciudad de Múnich construyó el estadio Olímpico para los JJ. OO. de 1972. El estadio, —renombrado por su arquitectura— fue inaugurado en el último partido de la Bundesliga de la temporada de 1971-72. Para este partido se esperaban 79 000 espectadores, cifra que fue alcanzada en numerosas ocasiones. El estadio era considerado en su tiempo como uno de los de mayor capacidad y actuó como anfitrión para las principales finales deportivas, como la Copa Mundial de fútbol de 1974. En los años siguientes el estadio experimentó varias modificaciones, como un incremento de los asientos del 50 % al 66 % aproximadamente. Al final el estadio tenía capacidad para 60 000 espectadores tratándose de partidos nacionales y 59 000 asistentes en caso de encuentros internacionales —como partidos de la Copa de Europa—. Muchas personas, sin embargo, opinaban que en el estadio «hacía demasiado frío en el invierno» ya que la mitad de la asistencia estaba expuesta a la intemperie por la falta de una cubierta. Una queja más fue la distancia entre los espectadores y el campo. No fue posible introducir mejoras en el estadio porque el arquitecto Günter Behnisch prohibió las modificaciones principales al estadio.
Después de mucho debate en la ciudad, el estado federado de Baviera, el Bayern y el 1860 Múnich decidieron conjuntamente a finales de 2000 construir un estadio nuevo. La adjudicación de la Copa Mundial de fútbol de 2006 en Alemania estimuló el debate cuando el estadio Olímpico de Múnich no pudo responsabilizarse por los criterios de la FIFA para patrocinar un partido en la copa mundial. Esto dio inicio a la construcción del Allianz Arena, situado en las afueras del norte de la ciudad, y que ha estado en uso desde el comienzo de la temporada de 2005-06. Su capacidad inicial era de 66 000 personas con los asientos completamente cubiertos —que desde entonces han sido aumentados para partidos a nivel nacional a 69 901 transformando 3000 asientos—. A partir del partido ante el Stuttgart que representó un lleno total en 2012, la capacidad se ha aumentado para partidos nacionales a 71 000 mientras para partidos internacionales a 68 000. Hoy en día la capacidad permitida para partidos de liga es de 75 024 asientos, mientras que para los partidos internacionales la capacidad permitida es de 70 000. El rasgo más prominente del estadio es el exterior translúcido, lo cual puede ser iluminado en diferentes colores. El alumbrado usualmente rojo se usa cuando el Bayern juega en casa, azul cuando jugaba el 1860 Múnich y blanco para el selección de fútbol de Alemania.
Estructuralmente, el estadio está dividido en tres filas. Existe la tribuna principal con las entradas y salidas dotados en gran medida de «asientos vip» y los llamados «asientos de negocios». Las secciones de aficionados del Bayern se encuentran detrás de las porterías. El recubrimiento de los asientos del estadio están en gris, esto debido a que es un color neutro tanto para el Bayern (rojo) como lo era para el 1860 Múnich (azul), equipo que hasta la temporada 2016-17 hacía vida en el estadio. Muchas iluminaciones multicolores son posibles, pero posteriormente fueron prohibidas por la policía ya que los cambios de color habían producido un notable número de accidentes en la cercana autopista A9.
Tras el histórico registro de ganancia de 528,7 millones de euros en la temporada 2013-14, ha conseguido devolver la totalidad de los 346 millones que había pedido en préstamo para la construcción del Allianz Arena. El club saldó la deuda dieciséis años antes de la fecha límite, y es que en los últimos cinco años, todas las localidades del Allianz Arena se han vendido. Las entradas más baratas solo cuestan 15 euros.
En la primera mitad del año 2016, el Allianz Arena fue el estadio más visitado en Alemania recibiendo a un total de 1 220 745 espectadores.

### Säbener Straße
La Ciudad Deportiva del Bayern de Múnich, más conocida como «Säbener Straße», ubicada en la ciudad de Múnich, es el lugar donde funcionan las oficinas centrales y la oficina de atención al público del club.

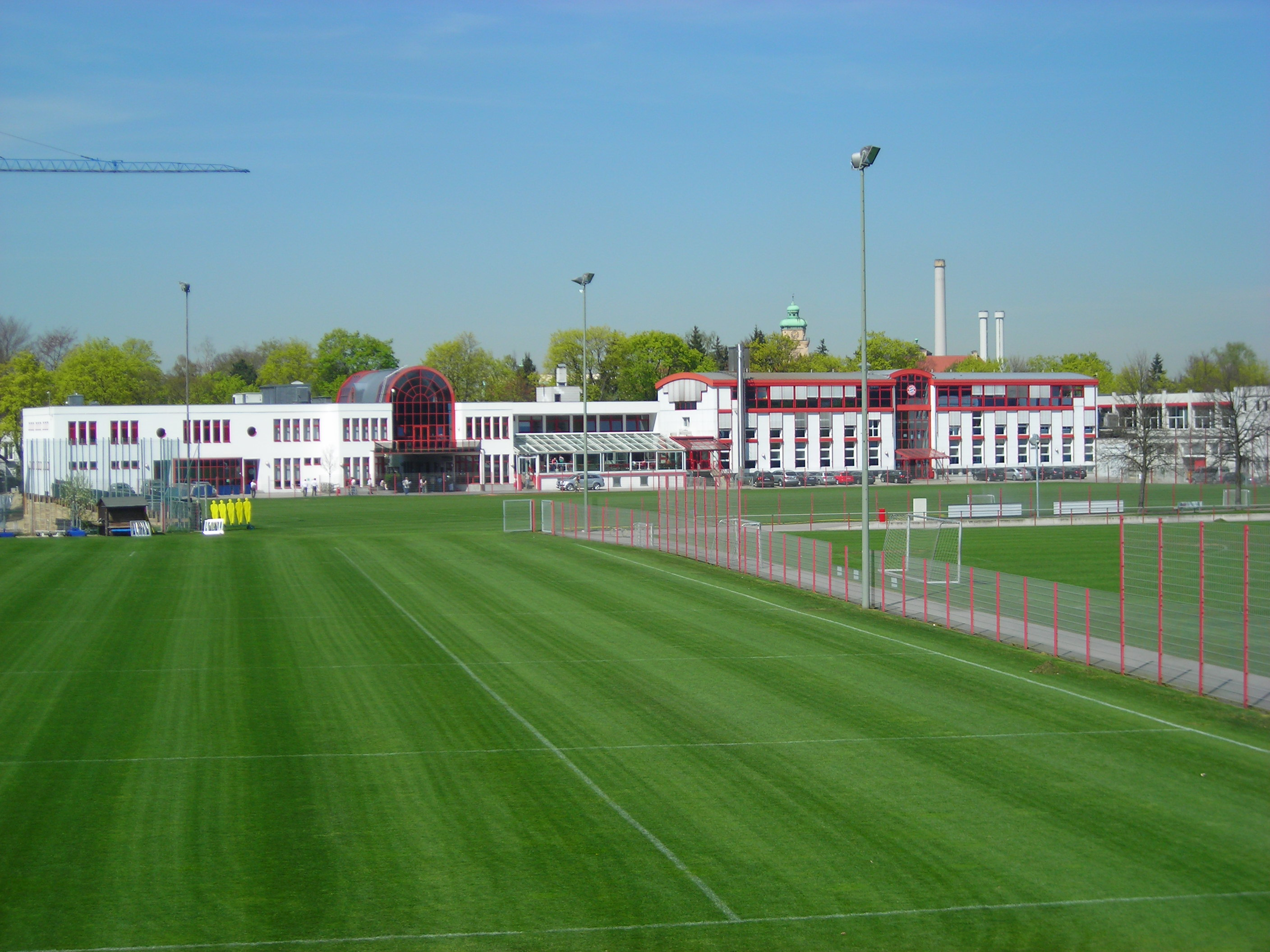
Vista parcial de la cancha principal en 2007.

El centro de atención al público abrió sus puertas en 2008 tras catorce meses de obras. En este recinto los socios y fanáticos pueden adquirir sus entradas para los juegos del club, así como también pueden disfrutar de la tienda oficial y de la agencia de viajes del Bayern. En la ciudad deportiva también se encuentra un Centro de Alto Rendimiento (CAR), compuesto por una sala de pesas y fitness, sala de masajes, oficina de entrenadores, bibliotecas, vestuarios, duchas, zonas de reuniones familiares, cafeterías, sala de aprendizaje interactivo usado principalmente para el aprendizaje de idiomas y ofimática. La sede también posee lugares para la relajación y esparcimiento como piscinas, el auditorio y un cine propio.
El campo de entrenamiento de la Säbener Straße suele ser usado por todos los equipos del Bayern, desde el primer equipo a los benjamines. De los cinco campos existentes, dos de ellos cuentan con calefacción bajo césped. En total cuenta con 80 000 m², donde también se encuentran dos campos de césped artificial, un campo de vóley-playa y un pabellón multiusos.
Las instalaciones de entrenamiento para los profesionales y los juveniles se hallan en Múnich-Giesing. Hay cuatro canchas de césped, una de ellas es de césped artificial y otra es multifuncional.
El local de los jugadores fue abierto en 1990 y fue reconstruido en la temporada de 2007-08 según las sugerencias del entrenador Jürgen Klinsmann, quien tomó inspiración de otros clubes. El local se denomina ahora centro de funcionamiento e incluye un centro de ejercicios para bajar de peso y mantenerse en forma, una unidad de masaje, un vestidor, las oficinas de los entrenadores, y un salón de conferencias. Además hay un café, una biblioteca y una sala de aprendizaje electrónico.
En la sede principal del Bayern está también la academia de jóvenes, con viviendas para más de trece talentos en las afueras de la ciudad. Al ser parte, los jugadores promesa de la cantera pueden mejorar y avanzar como futbolistas. Algunos de los que pasaron por la academia fueron Owen Hargreaves, Michael Rensing, Bastian Schweinsteiger, Philipp Lahm, Holger Badstuber y Thomas Müller.

### Centro de formación

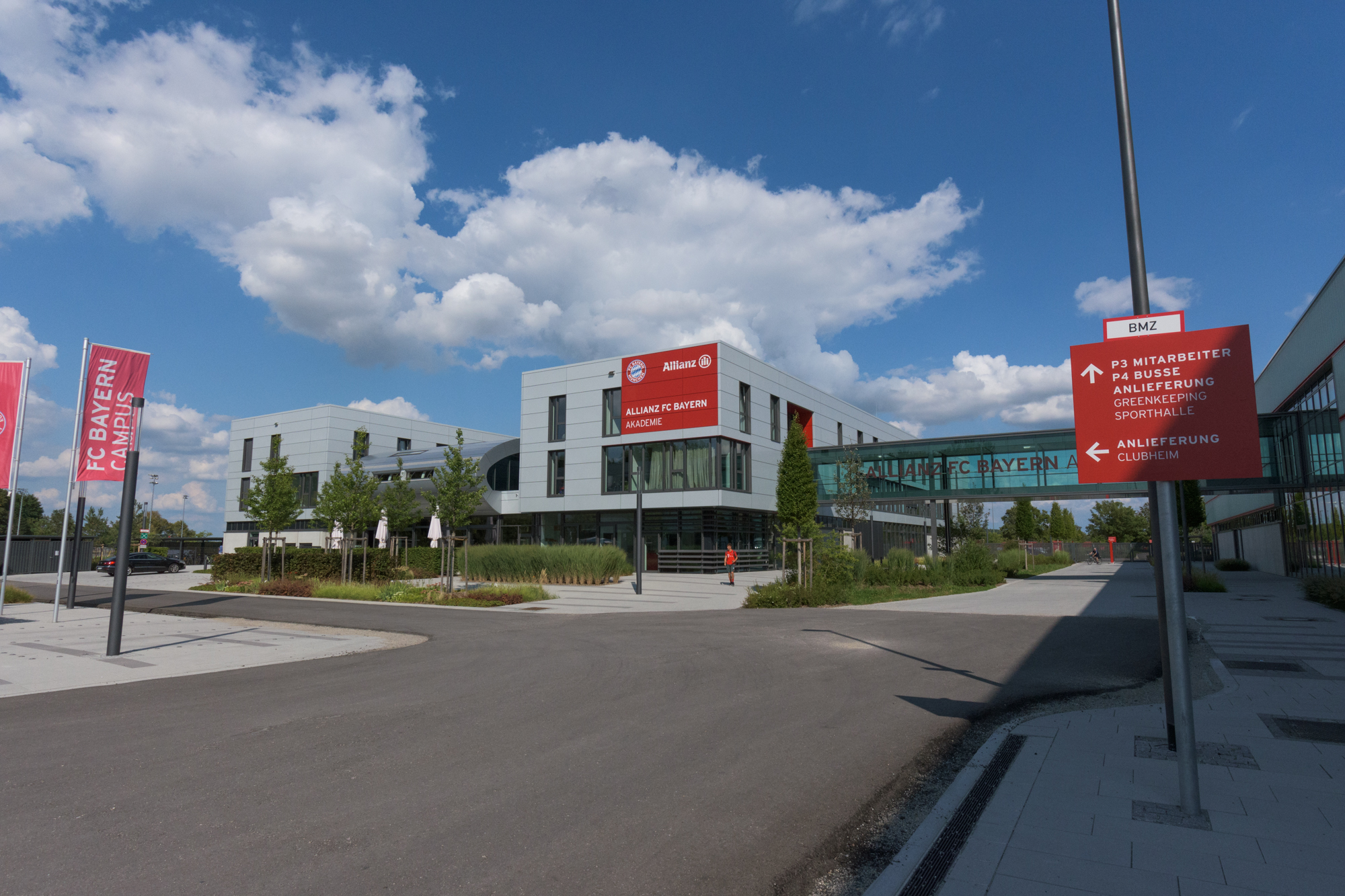
Entrada principal a la academia.

El FC Bayern Campus, es un complejo deportivo ubicado en la ciudad de Múnich. Desde el 16 de octubre de 2015 sirve como el centro de formación de los equipos juveniles del club, junto con una academia de fútbol, ocho nuevos campos de balompié y una sala polivalente para los jugadores de balonmano y baloncesto.
El centro cuenta con aproximadamente 30 hectáreas, vendidas por el Estado alemán al club en 2006, y está ubicado en la antigua sede de los cuarteles Fürst-Wrede en el Ingolstädter Straße en el norte de Múnich, 2,5 km al suroeste del Allianz Arena en el distrito Freimann. Los costes de este centro se han calculado en €70 millones. El objetivo del complejo es aliviar la carga de trabajo que actualmente posee la Säbener Straße en el distrito de Giesing.
Con 8000 m², se construyó una academia de fútbol de tres pisos funcionado como un internado de secundaria, ocho campos de fútbol de 105x68 m donde dos están equipados con césped artificial, una pista de atletismo, una casa club de 2100 m² con oficinas y un dormitorio con capacidad para 80 personas. Por otra se encuentra un salón de usos múltiples para jugadores de balonmano y baloncesto. A su vez el centro posee un campo de fútbol para el público, incluyendo una tribuna techada con capacidad para 3000 espectadores, junto con varios edificios más pequeños como tiendas, restaurantes, además de una amplia zona de aparcamiento, una encrucijada propia y una estación de autobús.

### Residencia de la cantera

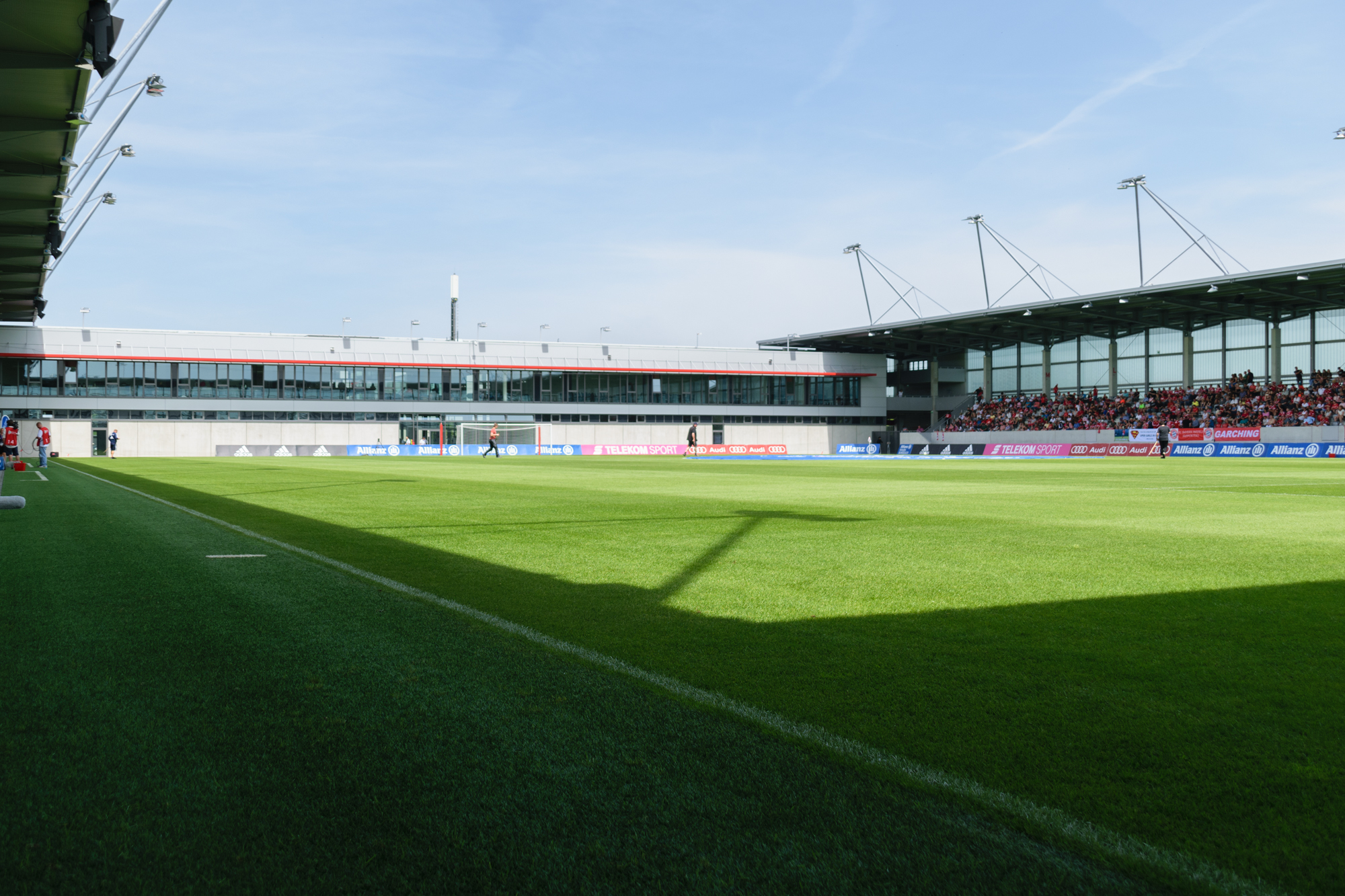
Terreno de juego del FC Bayern Campus.

Construido en 1990, la residencia de la cantera del Bayern, se encuentra directamente junto a las oficinas del club, al igual que el antiguo edificio de los jugadores del primer equipo. En esta residencia, conviven hasta trece jugadores de edades comprendidas entre los 15 y 18 años, cuyas viviendas se encuentren alejadas de la Säbener Straße. Esto facilita el desplazamiento diario hacia los campos de entrenamiento. El recinto además posee una habitación de huéspedes para los jugadores en período de pruebas.
En el piso superior existe una estancia común, que cuenta con cocina y sala de juegos. También dispone de once tutores quienes complementan la formación académica de los jugadores —compensando así las posibles faltas a clase—. En la planta baja está la sala de reuniones para los entrenadores, así como las oficinas de los equipos de cantera. En esta planta tienen lugar las charlas y presentaciones.
De esta residencia han salido jugadores como Holger Badstuber, Bastian Schweinsteiger, Owen Hargreaves, Piotr Trochowski o Sammy Kuffour, siendo David Alaba el último jugador que ha logrado dar el salto al primer equipo desde la residencia de la cantera tras firmar su primer contrato profesional en la temporada 2010-11.

## Datos del club
- Puesto histórico: 1.º[145]
- Temporadas en Bundesliga: 61. (1. Bundesliga 2025-26).
- Mejor puesto en la liga: 1.º (34 veces).
- Peor puesto en la liga: 12.º (1977-78).
- Mayor número de puntos en una temporada: 91 (2012-13).
- Mayor número de goles en una temporada: 101 (1971-72).
- Mayor victoria: DJK Waldberg 1:16 Bayern de Múnich (Copa de Alemania 1997-98).[146]
- Mayor derrota: Bayern de Múnich 0:7 Schalke 04 (1976-77).
- Jugador con más partidos disputados: Thomas Müller (756 partidos oficiales).
- Jugador con más goles: Gerd Müller (570 tantos en competiciones oficiales).
- Jugador con más asistencias: Thomas Müller (276 asistencias en competiciones oficiales).[147]
- Jugador con más títulos: Thomas Müller (33 títulos oficiales).
- Equipo filial: Bayern de Múnich II.
- Socios: 400 000 (2025).[29]
- Clubes oficiales de fans: 4188 (2025).[28]
- Asistencia media: 75 000 (2024-25).[148]

### Denominaciones
A lo largo de su historia, la entidad ha visto como su denominación variaba por diversas circunstancias hasta la actual de Fußball-Club Bayern München e.V., vigente desde 1923. El club se fundó bajo el nombre oficial de Fußball-Club Bayern.
A continuación se listan las distintas denominaciones de las que ha dispuesto el club a lo largo de su historia:
- Fußball-Club Bayern (1900-1906)
- Bayern, Fußballabteilung des M.S.C. (1906-1919)
- Fußballabteilung Bayern München (1919–1923)
- Fußball-Club Bayern München e.V. (1923-presente)

## Futbolistas destacados
Durante los más de cien años de la entidad han vestido la camiseta del club una gran cantidad de jugadores que han dejado su huella en el mismo: Klaus Augenthaler, Franz Beckenbauer, Paul Breitner, Stefan Effenberg, Giovane Élber, Claudio Pizarro, Uli Hoeneß, Dieter Hoeneß, Oliver Kahn, Bixente Lizarazu, Sepp Maier, Lothar Matthäus, Gerd Müller, Karl-Heinz Rummenigge, Hans-Georg Schwarzenbeck, Mehmet Scholl o Roland Wohlfarth. La mayoría de estos jugadores forman parte del salón de la fama del club. Igualmente la lista de jugadores legendarios del club elegidos por la FIFA la completan: Maier, Beckenbauer, Müller, Schwarzenbeck, Breitner, Rummenigge, Augenthaler, Matthäus, Schweinsteiger, Scholl, Kahn, y Élber.
Reconocidos por su amplio palmarés tanto a nivel de club como a nivel internacional de selecciones, los jugadores de nacionalidad francesa y croata son los más representados —a excepción de los alemanes— con un total de 14 futbolistas respectivamente, siendo más de 180 los jugadores extranjeros que han defendido la camiseta desde el primer partido oficial del club.
En cuanto al número de partidos y goles, Thomas Müller encabeza la lista con un balance de 756 partidos —por encima de Sepp Maier—. Por su parte Gerd Müller encabeza la lista de goleadores históricos con 570, seguido por el polaco Robert Lewandowski.
Franz Beckenbauer y Oliver Kahn son los jugadores que más temporadas portaron el brazalete de capitán con siete temporadas cada uno. Igualmente Thomas Müller ostenta el récord como el jugador del club con más títulos oficiales (32).
Respecto a los debutantes más jóvenes, Paul Wanner ostenta el récord tras haber debutado a la edad de 16 años y 15 días. El alemán debutó el 7 de enero de 2022 en un partido de liga donde el Bayern cayó 1:2 ante el Borussia Mönchengladbach. A su vez, el francés Mathys Tel posee la marca de ser el goleador más joven del club tras anotar en la victoria 5:0 ante el Viktoria Colonia en la primera ronda de la Copa de Alemania 2022-23, a la edad de 17 años y 126 días.
En 2005 —para la inauguración del Allianz Arena— los aficionados votaron para elegir a un portero, cuatro defensas, tres centrocampistas, tres delanteros y un entrenador de una lista de 60 candidatos, para formar parte del once ideal de todos los tiempos. El resultado se anunció con un estruendoso aplauso de los 66 000 espectadores en el partido inaugural. El entrenador electo resultó ser Ottmar Hitzfeld.

## Jugadores

### Transferencias: 2025-26
| Altas        | Altas         | Altas               | Altas    | Altas        |
| Jugador      | Posición      | Procedencia         | Tipo     | Coste        |
| ------------ | ------------- | ------------------- | -------- | ------------ |
| Tom Bischof  | Mediocampista | TSG 1899 Hoffenheim | Traspaso | 12 000 000 € |
| Jonathan Tah | Defensa       | Bayer Leverkusen    | Libre    | 0 €          |
| Luis Díaz    | Delantero     | Liverpool FC        | Traspaso | 75 000 000 € |

| Bajas           | Bajas         | Bajas                  | Bajas    | Bajas        |
| Jugador         | Posición      | Destino                | Tipo     | Coste        |
| --------------- | ------------- | ---------------------- | -------- | ------------ |
| Thomas Müller   | Mediocampista | Vancouver Whitecaps FC | Libre    | 0 €          |
| Eric Dier       | Defensa       | AS Monaco              | Libre    | 0 €          |
| Leroy Sané      | Delantero     | Galatasaray SK         | Libre    | 0 €          |
| Gabriel Vidović | Delantero     | Dinamo Zagreb          | Traspaso | 1 200 000 €  |
| Adam Aznou      | Defensa       | Everton FC             | Traspaso | 9 000 000 €  |
| Frans Krätzig   | Defensa       | Red Bull Salzburgo     | Traspaso | 3 500 000 €  |
| Mathys Tel      | Delantero     | Tottenham Hotspur FC   | Traspaso | 35 000 000 € |
| Kingsley Coman  | Delantero     | Al-Nassr F. C.         | Traspaso | 25 000 000 € |
| Bryan Zaragoza  | Delantero     | RC Celta de Vigo       | Cesión   | 1 000 000 €  |
| Daniel Peretz   | Portero       | Hamburgo S.V.          | Cesión   | 250 000 €    |
| João Palhinha   | Mediocampista | Tottenham Hotspur FC   | Cesión   | 5 000 000 €  |
| Tarek Buchmann  | Defensor      | 1. F. C. Núremberg     | Cesión   | 0 €          |

### Homenajes
| Jugador           | Dorsal | Período   |
| ----------------- | ------ | --------- |
| Franz Beckenbauer | 5      | 1964–1977 |

## Salón de la Fama

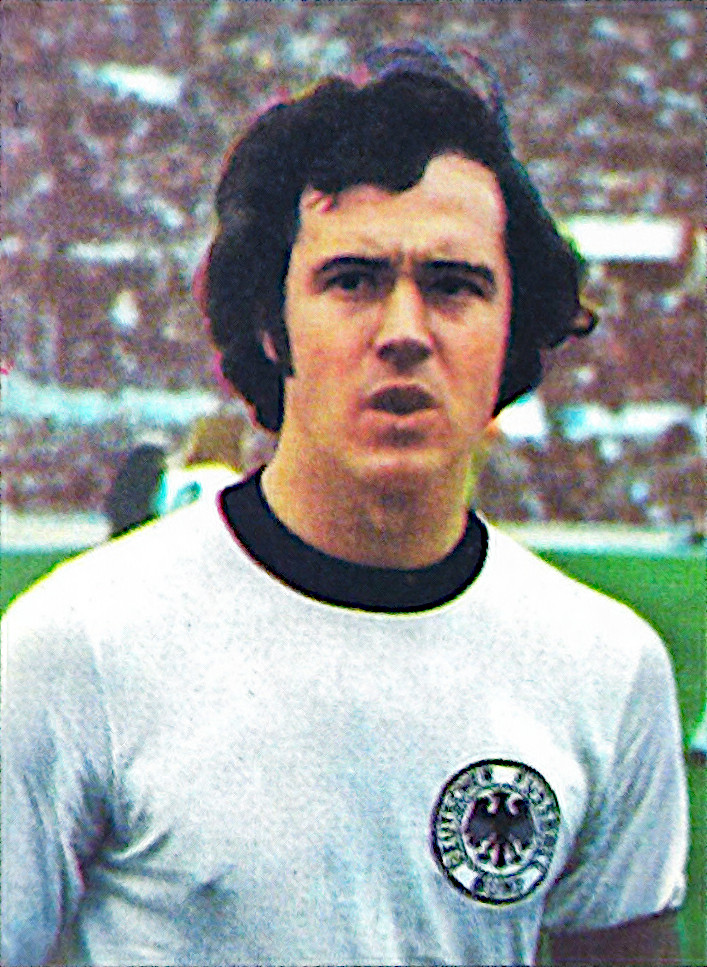
Beckenbauer,.

El salón de la fama del club lo conforma una lista oficial de 16 jugadores escogidos por el Bayern para honrar a los jugadores emblemáticos de la entidad. Giovane Élber y Bixente Lizarazu son los únicos jugadores extranjeros presentes. Además, Konrad Heidkamp (1928-1937, defensa) es el único jugador en el club citado antes de 1960.
El trío Beckenbauer-Maier-Müller, es la columna vertebral del equipo. Franz Beckenbauer (1964-1977, defensa), apodado «el Káiser», fue uno de los jugadores más importantes del club y el capitán de la generación que ganó tres años consecutivos la Copa de Campeones de la UEFA (1974, 1975, y 1976). Hoy día es presidente honorario del club. Sepp Maier (1962-1979, portero) con sus 14 temporadas y sus actuaciones, le han ganado el apodo de «el Gato de Anzing». Gerd Müller (1964-79, delantero), conocido como «el Bombardero» o «el Torpedo», es el máximo goleador en la historia del club, y es el primer alemán en conseguir el Balón de Oro en 1970.
Además de este trío, el grupo lo conforman jugadores como Franz Roth —apodado «el Toro» o «Mr. Copa de Europa»— (1966-1981, mediocampista). El 12 de mayo de 1976, el centrocampista anotó el único gol en la final de la Copa de Campeones 1975-76. Hans-Georg Schwarzenbeck (1966-1981, defensa), fue pareja de Beckenbauer al centro de la defensa para el club y la selección alemana, hizo toda su carrera en Baviera. Su gol en tiempo extra contra el Atlético de Madrid en 1974, mantuvo con vida al equipo para conseguir el trofeo en el partido de vuelta de la final de la Copa de Campeones. Uli Hoeneß (1970-1978, delantero) también ocupa un puesto a pesar de que su carrera finalizó antes de tiempo. Como atacante es considerado una leyenda del Bayern, ya que fue él quien anotó dos de los cuatro tantos de la final en Múnich contra el Atlético de Madrid en 1974. Tras sufrir un accidente en 1975, concluye su carrera con tan solo 27 años. Se convirtió en gerente general del club desde hace treinta años y luego presidente del consejo de supervisión en 2009. Paul Breitner (1970-1974 y 1978-1983, defensa y mediocampista), campeón de Europa con el Bayern —y del mundo con la selección alemana— en 1974 en el lateral izquierdo, dejó Múnich ese año por el Real Madrid a causa de un conflicto con Franz Beckenbauer. Vuelve al Bayern en 1978 —después de la partida de Beckenbauer— como mediocampista. Fue capitán del club «bávaro» en varios años —1980 a 1983—.
Tras la marcha al Real Madrid de Paul Breitner, Karl-Heinz Rummenigge (1974-1984, delantero) llega al Bayern en 1974, quien al momento de su retiro sería el tercer máximo goleador en la historia de la entidad. Ganador de la Copa de Campeones de 1976 contra el Saint Etienne y capitán en 1982 en la final ante el Aston Villa, Rummenige fue elegido dos veces Balón de Oro en 1980 y 1981. Durante el mismo período, Klaus Augenthaler (1976-1991, defensa) disputó toda su carrera un solo equipo: Bayern de Múnich. Capitán en 1984, el defensor central es siete veces campeón de liga. Más tarde fue entrenador asistente del club durante cinco años.

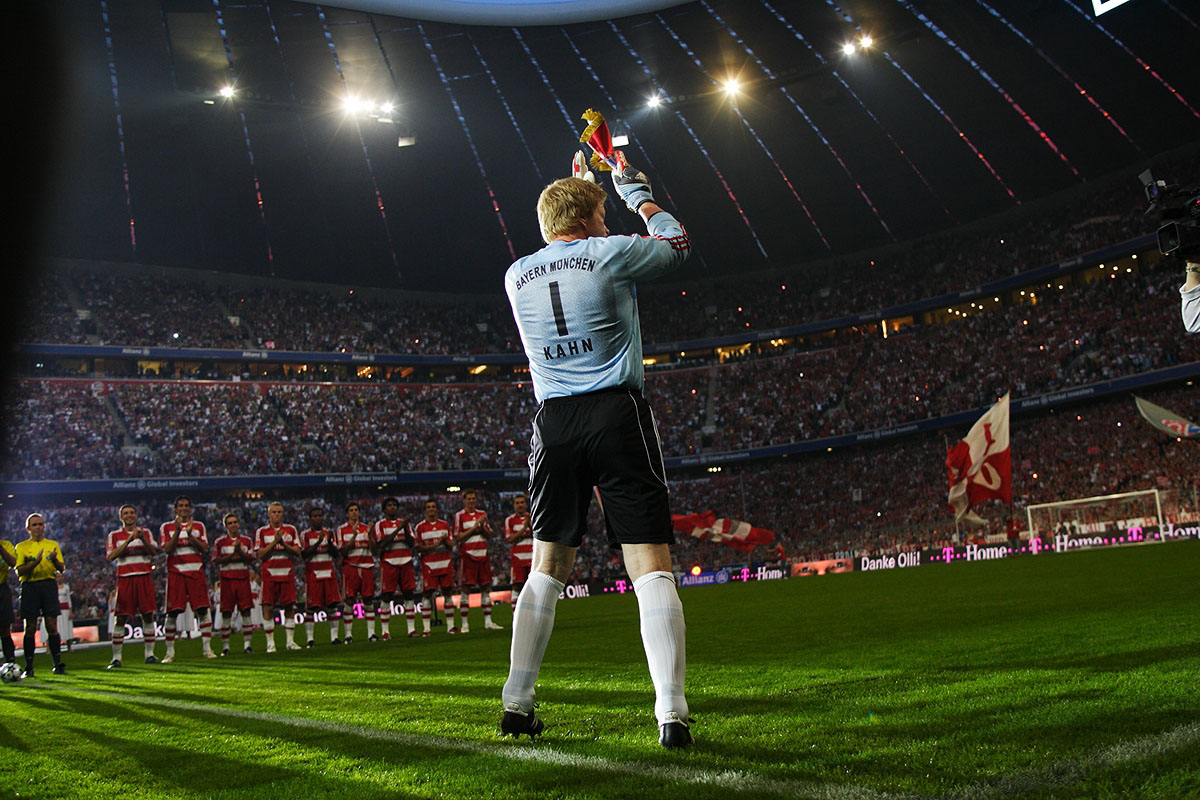
Oliver Kahn, en su partido de despedida. Es el tercer jugador con más partidos del club con 632.

Lothar Matthäus (1984-1988 y 1992-2000, mediocampista y luego defensa), campeón del mundo 1990 y Balón de Oro de ese año, es un jugador emblemático del Bayern de los años 1980 y 1990. Como líder, Matthaus ganó casi todo con el Bayern, excepto la Liga de Campeones de la UEFA —derrota final en 1999 frente al Manchester United—. Dejó el Bayern en el 2000 a los 39 años. A finales de los años 1990 aparece intermitentemente Stefan Effenberg (1990-1992 y 1998-2002, mediocampista). El jugador temperamental que fue el jefe del centro del campo del Bayern entre 1998 y 2002, después de un primer paso en 1990 a 1992. Condujo a sus compañeros de equipo a la victoria Liga de Campeones de la UEFA en 2001. Al mismo tiempo, dos jugadores son el centro de atención: Scholl y Kahn. Mehmet Scholl (1992-2007, mediocampista) pasó quince temporadas en Baviera, conquistando un palmarés de ocho ligas, cinco copas de Alemania, una Copa de la UEFA en 1996 y la Liga de Campeones en 2001. Se unió al cuerpo técnico en 2008 y luego dirigió al equipo de reservas. Por otro lado, a los 25 años, Oliver Kahn (1994-2008, portero) logra sustituir al renombrado arquero Raimond Aumann. En catorce temporadas en el club, ganó todo: la Copa de la UEFA en 1996, ocho títulos de liga, seis copas y una Liga de Campeones en 2001. Visto como un líder autoritario, Kahn sabía cómo transmitir la voluntad de ganar a su equipo.
Philipp Lahm (2002-2003 y 2005-2017, lateral y mediocampista), ha sido el último jugador en ser incluido en el salón de la fama del club. Campeón del mundo en 2014, fue un canterano que estuvo ligado al equipo durante trece temporadas, donde consiguió 23 campeonatos, entre los que resaltan: una Liga de Campeones de la UEFA, una Supercopa de Europa y un Mundial de Clubes, todos en 2013.
Llegando juntos en 1997, Giovane Élber y Bixente Lizarazu fueron los únicos jugadores extranjeros de esta lista. Élber (1997-2003, delantero) fue cuatro veces campeón de Alemania (1999, 2000, 2001 y 2003) y ganador de la Liga de Campeones de 2001, marcó 115 goles en 229 partidos con el Bayern. Lizarazu (1997-2004 y 2005-2006, defensa) cuenta sus seis títulos de campeón de Alemania y la Liga de Campeones en 2001. Fue elegido tres veces mejor lateral de la Bundesliga.

### Registros

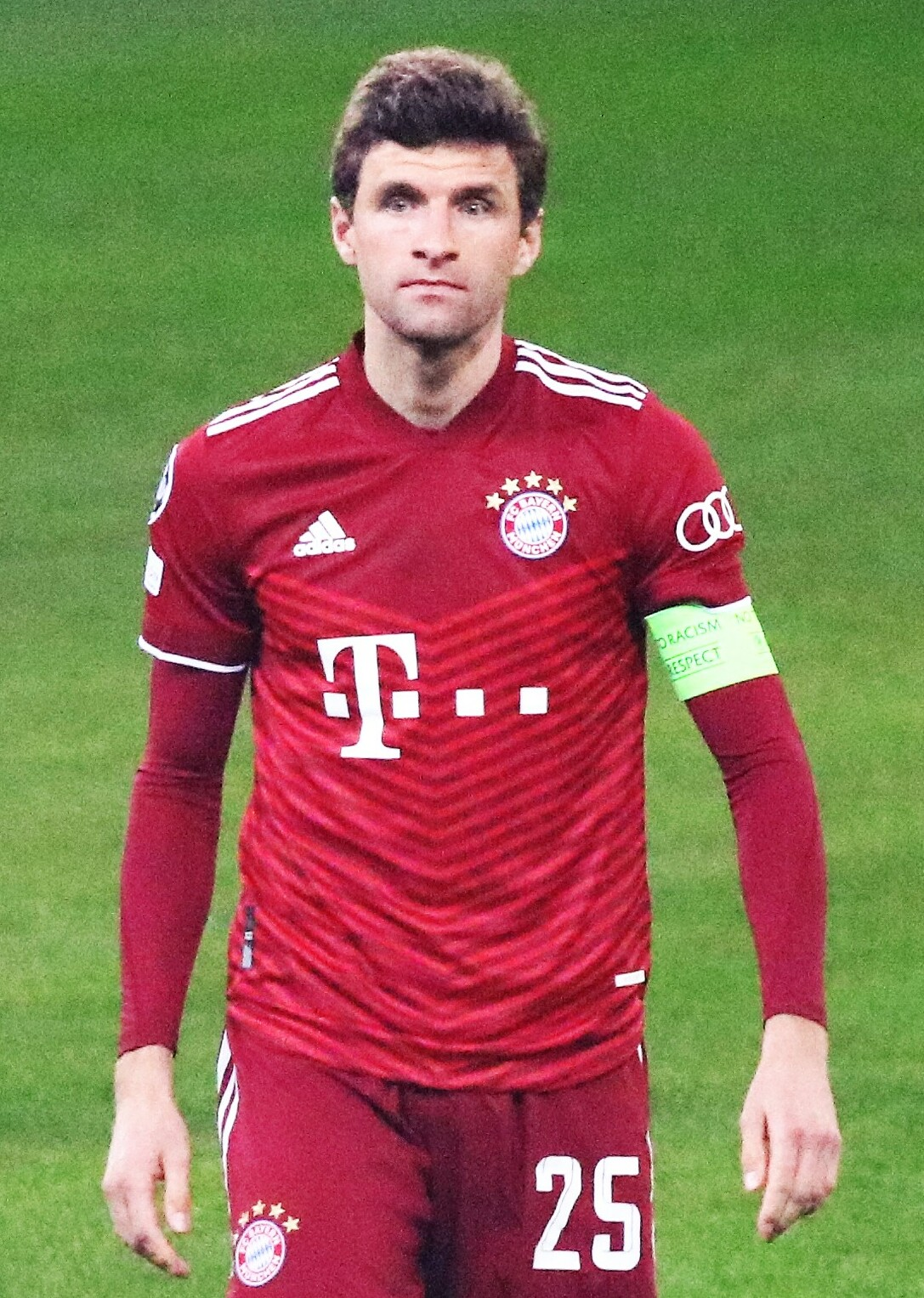
Thomas Müller jugador con más apariciones en el Bayern de Múnich

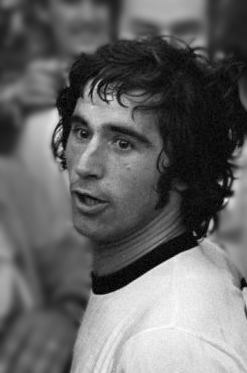
Gerd Müller máximo goleador del Bayern de Múnich

La siguiente tabla muestra todos las apariciones y goles en partidos oficiales con el primer equipo del Bayern de Múnich. Además de los partidos de liga esta incluye todos los partidos en las competiciones nacionales e internacionales. No incluye apariciones ni goles en partidos amistosos.
Actualizado el 17 de agosto de 2025
     En activo.      En activo con el club.
| 1.  | Thomas Müller (2008–2025)            | 756 | 1.  | Gerd Müller (1964–1979)                 | 570 |
| 2.  | Sepp Maier (1962–1980)               | 709 | 2.  | Robert Lewandowski (2014–2022)          | 344 |
| 3.  | Oliver Kahn (1994–2008)              | 632 | 3.  | Thomas Müller (2008–2025)               | 250 |
| 4.  | Gerd Müller (1964–1979)              | 613 | 4.  | Rainer Ohlhauser (1961–1970)            | 224 |
| 5.  | Franz Beckenbauer (1964–1977)        | 584 | 5.  | Karl-Heinz Rummenigge (1974–1984)       | 217 |
| 6.  | Manuel Neuer (2011-Act)              | 562 | 6.  | Roland Wohlfarth (1984–1993)            | 156 |
| 7.  | Georg Schwarzenbeck (1966–1980)      | 554 | 7.  | Dieter Hoeneß (1979–1987)               | 145 |
| 8.  | Klaus Augenthaler (1976–1991)        | 551 | 8.  | Arjen Robben (2009–2019)                | 144 |
| 9.  | Philipp Lahm (2002–2003) (2005–2017) | 517 | 9.  | Giovane Élber (1997–2003)               | 139 |
| 10. | Bernd Dürnberger (1972–1985)         | 511 | 10. | Dieter Brenninger (1964-1971)           | 138 |
| 11. | Bastian Schweinsteiger (2002–2015)   | 500 | 11. | Claudio Pizarro (2001–2007) (2012–2015) | 125 |
| 12. | Mehmet Scholl (1992–2007)            | 469 | 12. | Franck Ribéry (2007–2019)               | 124 |
| 13. | Joshua Kimmich (2015-Act)            | 446 | 13. | Mehmet Scholl (1992–2007)               | 117 |
| 14. | Franz Roth (1966–1978)               | 440 | 14. | Mario Gómez (2009–2013)                 | 113 |
| 15. | David Alaba (2009-2021)              | 431 | 15. | Uli Hoeneß (1970–1978)                  | 112 |

## Entrenadores

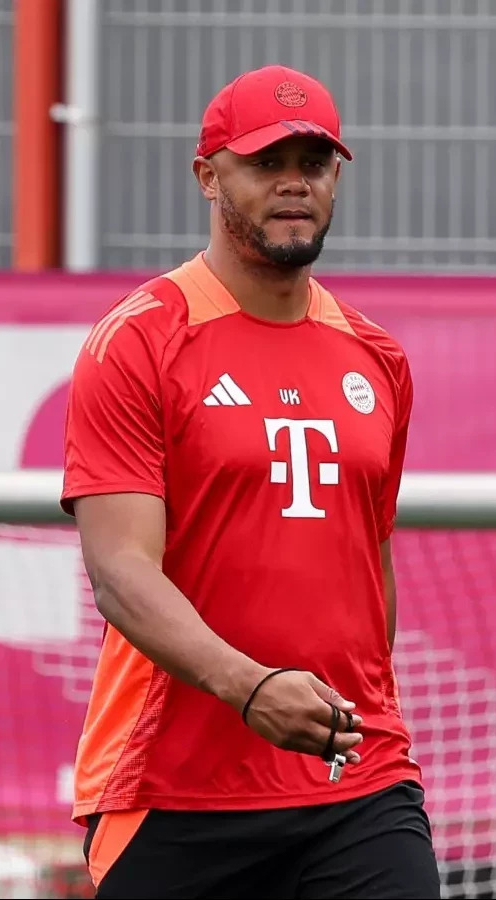
Vincent Kompany, entrenador del primer equipo desde 2024

Vincent Kompany es el actual entrenador del primer equipo. Kompany fue nombrado entrenador tras la salida de Thomas Tuchel en mayo de 2024.
El Bayern ha tenido —contando a su actual entrenador— un total de 58 entrenadores de fútbol a lo largo de su historia. El primer entrenador que tuvo el club fue el neerlandés Willem Hesselink, que dirigió al equipo desde 1902 a 1905. La mayoría de los entrenadores del club han sido alemanes, siendo el primero Hans Tauchert en 1933.
Las nacionalidades principales de los entrenadores no alemanes han sido la húngara (6), inglesa (5), austriaca (4), neerlandesa (3), croata (3), italiana (2), danesa (1), escocesa (1), española (1), belga (1), y francesa (1). Solo lo han dirigido entrenadores europeos.
El Bayern ha tenido 27 entrenadores desde su promoción a la Bundesliga en 1963. Udo Lattek, Franz Beckenbauer, Giovanni Trapattoni, Ottmar Hitzfeld, han sido dos veces directores. Por su parte Jupp Heynckes ha sido entrenador en cuatro ocasiones.
El alemán Ottmar Hitzfeld ha sido el entrenador que más títulos ha conseguido con el club. Desde el 1 de julio de 1998 hasta el 30 de junio de 2004, Hitzfeld consiguió 4 títulos de 1. Bundesliga, 2 Copas de Alemania, 3 Copas de la Liga de Alemania, 1 Liga de Campeones de la UEFA, 1 Copa Intercontinental, y varios trofeos amistosos. Igualmente el español Pep Guardiola ha sido el entrenador extranjero que más títulos ha conseguido con el club. Desde el 1 de julio de 2013 al 30 de junio de 2016, Guardiola logró conseguir 1 Supercopa de Europa, 1 Copa Mundial de Clubes, 3 Bundesligas y 2 Copas de Alemania. El alemán Jupp Heynckes se convirtió en el primer entrenador del club —y de un equipo alemán— que logra el triplete —Liga, Copa y Liga de Campeones—. Más tarde, Hans-Dieter Flick consiguió repetir el triplete, logrando a su vez el sextuplete el 11 de febrero de 2021 y convirtiéndose en el segundo club de Europa en alcanzar seis títulos de manera consecutiva en la misma temporada.

## Estructura

### Organización y finanzas
La dirección en el Bayern está dirigido por la organización filial «FC Bayern München AG», una compañía cuyas acciones no se cotizan en público, sino que está en manos de particulares. El 75.1 % del FC Bayern München AG es propiedad del club, el FC Bayern München e.V., el 8.33 % lo posee el fabricante de artículos deportivos Adidas, 8.33 % lo ostenta el fabricante de automóviles Audi, mientras que el 8.33 % restante corresponde a la multinacional de servicios financieros Allianz. Adidas adquirió su parte en 2002 por 77 millones de euros. Este importe se destinó a la ayuda para financiar el Allianz Arena. En el 2009 Audi pagó €90 millones por su parte. El capital se usó para reembolsar más rápido que lo que originalmente se planeó el préstamo para la construcción del Allianz Arena.
La dirección del Bayern está compuesta en su mayor parte por antiguos jugadores del club. El presidente del club es Herbert Hainer, y actualmente el cargo de presidente del Consejo Directivo de la AG esta vacante. La junta supervisora consta en su mayor parte de gerentes de corporaciones alemanas.
Se han registrado recaudaciones de 328,4 millones de euros en el período 2007-08, y después un beneficio —después de impuestos— de 2,1 millones. El Bayern reportó recaudaciones de 303,8 millones de euros y un beneficio de 2,5 millones en 2008–09. Según la clasificación anual de la Deloitte Football Money League, el Bayern fue el cuarto club más rico en el mundo en 2009, generando ganancias de 289,5 millones, puesto que seguiría conservando en 2020. En 2010 la revista Forbes clasificó al Bayern en el sexto lugar de su listado de las diez marcas de equipos deportivos más exitosas, con una fortuna estimada en 178 millones de dólares. Igualmente en 2017, el Bayern terminó cuarto en la lista de los equipos de fútbol más valiosos dicha revista.
Para la UEFA, el modelo económico del Bayern es uno de los más valorados. En la temporada 2014-15, el 60 % de los ingresos que percibió el club procedieron de sus patrocinadores (488 millones de euros) —habiendo recaudado 106 millones de euros más que el Fútbol Club Barcelona—. En 2021 el presidente de la UEFA Aleksander Čeferin tomó como ejemplo al club, diciendo que el Bayern fue capaz de ganar una Liga de Campeones a la par de que mantenía la deuda en cero —a diferencia de los otros grandes clubes de Europa—.
A diferencia de otros clubes europeos que han dirigido su enfoque principalmente hacia audiencias internacionales, Bayern ha centrado su atención en Alemania. En años recientes, Bayern ha comenzado a enfocar más su estrategia de marketing en Asia y en los Estados Unidos. En agosto de 2014, Bayern inauguró una oficina en la ciudad de Nueva York, buscando fortalecer su posición de marca en comparación con otros clubes europeos de élite en los Estados Unidos. En marzo de 2017, Bayern se convirtió en el primer club extranjero de fútbol en abrir una oficina en China, mientras que en 2022, se anunció la apertura de una oficina internacional en Bangkok, marcando su tercera sucursal de este tipo.

### Patrocinio

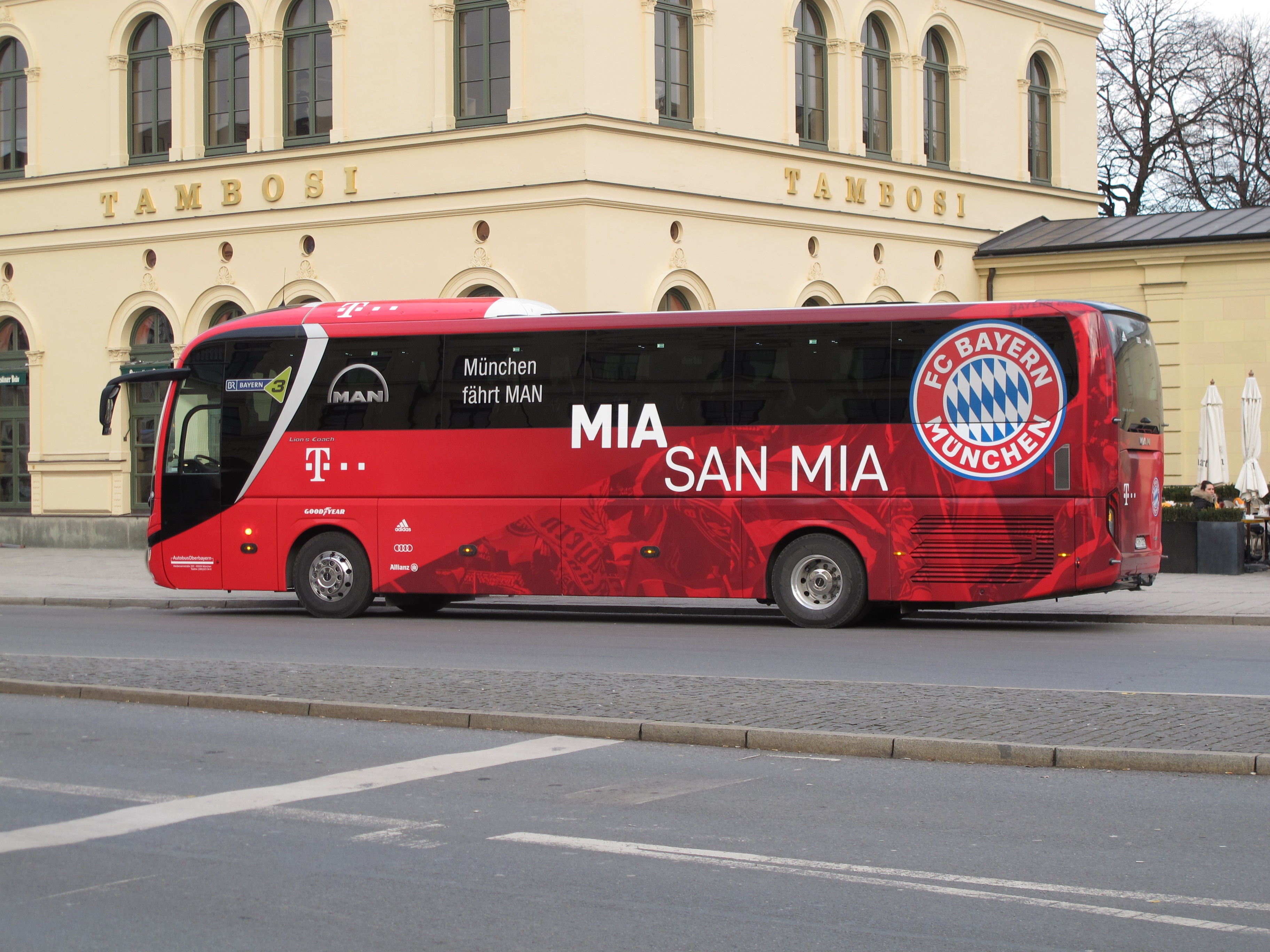
El autobús del equipo fue proporcionado por su patrocinador MAN.

El club cuenta con 22 socios comerciales que para 2023 se dividen en cuatro categorías: los colaboradores principales (Deutsche Telekom, Adidas, Audi y Allianz), los colaboradores de platino (Adobe, HypoVereinsbank, Konami, Libertex, Paulaner, SAP, Saskia, Tipico y Viessmann), los colaboradores de oro (Coca-Cola, y Einhell), y los colaboradores oficiales (Adyen, Hülsta, Hylo, Istrien, MAN, Miele y Prime).
Portavoces del club afirman que:

«Estudiamos el sistema de formación del Ajax de Ámsterdam, el patrocinio de las políticas del Manchester United, o la gestión de merchadising de los San Francisco 49ers, pero en última instancia, nos basamos en nuestras propias características para desarrollar nuestro propio modelo».

Deutsche Telekom, socio del Bayern desde 2002, se unió como patrocinante a finales de 2009 por un importe de 25 millones anuales de euros, continuando así presente en la camiseta de los jugadores del club. La peculiaridad de este acuerdo radica en el hecho de que la cantidad varía de acuerdo al rendimiento del club en la escena europea. Nuevamente en 2015, prolongan el acuerdo hasta 2023. La compañía gasta 50 millones de euros por año en patrocinios, donde más de la mitad de esa suma está destinada al Bayern.
En 2015 el Bayern renueva su compromiso con el fabricante Adidas hasta 2030, recibiendo un importe mínimo de 60 millones de euros.

### Beneficencia
El Bayern ha intervenido con acciones benéficas por mucho tiempo, ayudando a otros clubes de fútbol que pasaban por crisis financieras, así como a la gente en desdicha. A consecuencia del terremoto del océano Índico de 2004, se creó el «FC Bayern – Hilfe e.V», una fundación que tiene como meta concentrar los compromisos financieros del club. En un principio esta acción fue financiada con €600 000, donados por funcionarios y jugadores del club. El dinero fue destinado —entre otras cosas— a construir una escuela en Marathenkerny, Sri Lanka, y reconstruir el área de Trincomalee en ese mismo país.
En abril de 2007 se decidió que la fundación se dedicaría a ayudar a personas necesitadas a nivel local, mientras que en 2015, el club organizó un campamento deportivo para niños refugiados en el que participaron jóvenes de sus categorías inferiores. La institución se encargó de que los jóvenes entrenaran, tomarán clases de alemán y recibieran comida y equipación deportiva.
El club también ha ayudado a otros clubes en apuros económicos; en reiteradas ocasiones ha dado ayuda a su «rival» local el 1860 Múnich organizando partidos amistosos gratuitos, acordando traspasos con tasas y transferencias monetarias directas. También cuando el San Pauli estuvo a punto de perder su licencia de fútbol profesional debido a problemas financieros, el Bayern se ofreció para disputar un encuentro amistoso, donando todas las ganancias al San Pauli. Igualmente, cuando el club Fortuna Sittard —del que procedía el capitán del Bayern Mark van Bommel— estaba sumido en una crisis financiera, el Bayern fue a disputar un partido de beneficencia contra el club neerlandés. Otro buen ejemplo conocido fue la transferencia de Alexander Zickler en 1993 del Dinamo Dresde. Cuando el Bayern fichó a Alexander Zickler por 2.3 millones de marcos, muchos consideraron que este importe era un subsidio para que el equipo de Dresde saliera de los apuros financieros.
El club ha contribuido en la última década al rescate económico de varios equipos de la 1. Bundesliga, todo en pos de que la competición no quedase desprestigiada. En 2003, El Bayern salvó al Borussia Dortmund de la bancarrota, cuando estos mantenían una deuda de 200 millones de euros. La salvadora intervención del Bayern contribuyó a «aflojar la soga» y el Borussia pudo rehacerse hasta encauzar de nuevo sus finanzas en 2005. Hans-Joachim Watzke, presidente del Dortmund, ha confesado en más de una ocasión su agradecimiento «eterno» a su homónimo Uli Hoeneß y al Bayern por su aportación en unos momentos tan delicados. Igualmente en 2006 el club ayudó al 1860 Múnich cuando estos aquejaban una deuda de 7 millones de euros, por lo que el club hizo entrega de 11 millones, además de «comprar» su participación para que estos se mudaran al Allianz Arena —que recientemente se había construido—. Stefan Ziffzer, director del 1860 Múnich en su momento comentó: «Sin este préstamo del Bayern, hubiésemos desaparecido». De igual forma se hizo con el Unterhaching —que durante muchos años recibió su ayuda financiera hasta encontrar estabilidad—, no obstante en 2012 se produjo un amistoso con el fin de salvar al equipo.
Por otra parte, el 14 de julio de 2013, el Bayern jugó un partido benéfico contra el Hansa Rostock, un histórico equipo alemán de la 3. Liga que estaba amenazado financieramente. El juego generó alrededor de €1 millón, asegurando la licencia del Hansa. Ese mismo año el Bayern fue el primer club para dar apoyo financiero a la Fundación Hirschfeld Eddy, fundación que investiga las condiciones de vida de la comunidad LGBT, además de desarrollar conceptos de educación para facilitar la información imparcial de temas LGBT en el fútbol.
En el 2015 el club organizó nuevamente un partido benéfico para el Dinamo Dresde —campeón de ocho títulos en la República Democrática Alemana—. El Dresde recibió todo los ingresos del partido —desde las entradas hasta derechos televisivos—. Por su parte, el Bayern costeó su traslado y alojamiento. Asimismo, el 27 de mayo de 2019, el Bayern jugó un partido benéfico ante el Kaiserslautern, donde el club se llevó todos los ingresos. El partido se organizó para que el Kaiserslautern pudiera asegurar su licencia que lo habilitaba a jugar en la tercera división. Igualmente, en años anteriores ayudaron del mismo modo al Carl-Zeiss Jena (2011), Darmstadt (2008), San Pauli (2003), Hertha de Berlín (1995), Eintracht Fráncfort, Fortuna Sittard y el ya citado 1860 Múnich.
En marzo de 2020, el club junto al Borussia Dortmund, RB Leipzig y Bayer Leverkusen donaron conjuntamente 20 millones de euros a la Bundesliga y a los equipos de la 2. Bundesliga que tuvieron problemas económicos durante la pandemia por coronavirus.

### Funcionarios del club
| Miembros               | Notas                                                        | Ref.    |
| ---------------------- | ------------------------------------------------------------ | ------- |
| Herbert Hainer         | Presidente de FC Bayern München eV.                          | [ 198 ] |
| Dr. Jan Heinemann      | Vicepresidente y GCCCO de Adidas.                            | [ 198 ] |
| Timotheus Höttges      | Presidente del Consejo de Administración de Deutsche Telekom | [ 198 ] |
| Markus Duesmann -      | Presidente de Audi AG                                        | [ 198 ] |
| Dr. Werner Zedelius    | Asesor sénior de Allianz SE.                                 | [ 198 ] |
| Uli Hoeneß             | Presidente Honorario de FC Bayern München eV.                | [ 198 ] |
| Thorsten Langheim      | I Miembro del Consejo de Gestión de Deutsche Telekom AG      | [ 198 ] |
| Prof. Dr. Dieter Mayer | Vicepresidente 1.er de FC Bayern München eV.                 | [ 198 ] |
| Dr. Edmund Stoiber     | Exministro-presidente de Baviera.                            | [ 198 ] |
| Karl-Heinz Rummenigge  | Antiguo director general del FC Bayern München AG            | [ 198 ] |

| Miembros              | Posición                      | Ref.    |
| --------------------- | ----------------------------- | ------- |
| Jan-Christian Dreesen | Director general              | [ 199 ] |
| Dr. Michael Diederich | Miembro del Consejo Ejecutivo | [ 199 ] |
| Andreas Jung          | Miembro del Consejo Ejecutivo | [ 199 ] |

## Seguidores
Al Bayern se le considera un club nacional, ya que el club tiene más de 400 000 socios, que lo convierte en el club deportivo con el mayor número de socios en el mundo. Además, tiene más de 4188 clubes de hinchas con más de 323 348 miembros, convirtiéndose en el club con el mayor número de seguidores en Alemania. Así lo confirma una encuesta del año 2017 realizada por la empresa Nielsen Sports, donde el 25,6% de los aficionados encuestados (edad comprendida entre 14 y 59 años) se decantaron por el equipo «bávaro». Completan el podio el Borussia Dortmund (19%) y el Borussia Mönchengladbach (5,3%). El club dispone de seguidores por todo el país, dando como resultado que se hayan sido vendido todas las entradas para todos los partidos del Bayern fuera de casa en estos últimos años.

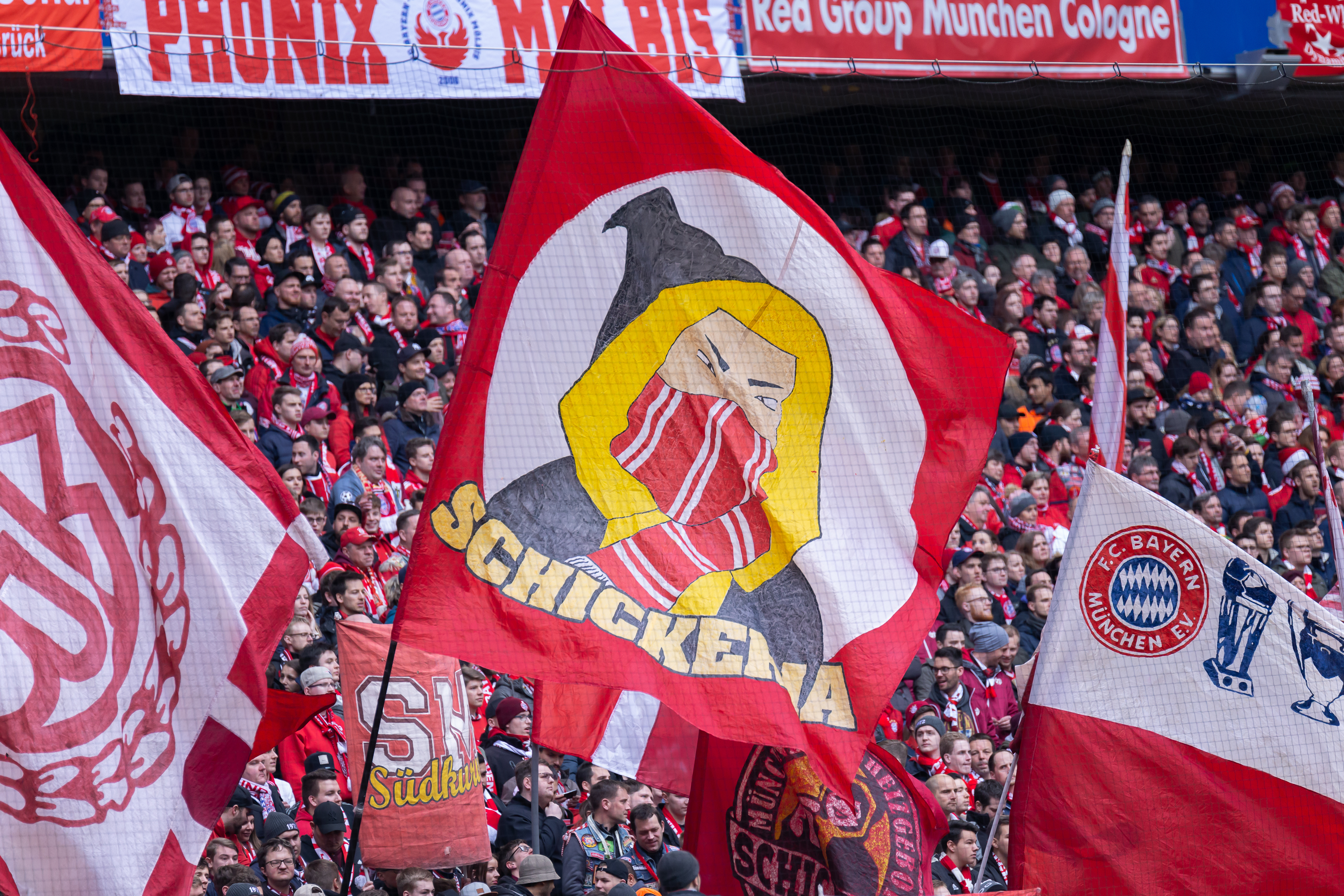
El «Schickeria München», es uno de los grupos de ultras más importante del club.

A pesar de que una gran proporción de sus seguidores tiene que recorrer regularmente más de 200 km para ver los partidos en el Allianz Arena, los asientos casi siempre son vendidos en su totalidad.
Según un estudio por Sport+Markt el Bayern es el quinto equipo más popular del fútbol en Europa con 20,7 millones de seguidores, y el primero de Alemania con 10 millones de seguidores.
El Bayern es también célebre por su organizada escena. Los grupos más prominentes son el «Schickeria München», los «Red Múnichs '89», la «Südkurve '73», los «Munichmaniacs 1996», el «Service Crew Múnich», «Red Angels», el «Tavernen Crew München», y los «Red Sharks». «Stern des Südens» es la canción que principalmente cantan los hinchas, al igual que «FC Bayern, Forever Number One».
Sus ultras proporcionan uno de los mejores ambientes en Alemania, tanto en partidos dentro y fuera de casa, y luchan junto con otros clubes como el Bochum, Hertha Berlín y el San Pauli, en contra la homofobia y el racismo en los estadios. No obstante el club ha recibido multas por el comportamiento homófobo de sus ultras, ya que en 2014 el club sufrió una sanción económica de la UEFA por un cartel contra el Arsenal en un partido de Liga de Campeones.
También se sabe que han protestado con la llegada de Manuel Neuer, exjugador del Schalke 04. De hecho, popularmente el Schalke 04 es un gran enemigo de Baviera, debido a la relación formal que tuvo con el régimen nazi. El «Schickeria München», uno de los principales grupos de ultras del club, abucheaba a Neuer —quien más tarde se convertiría en capitán del club— antes y después de llegar al Bayern con el cántico «Koan Neuer» —trad. lit. «Ningún Neuer»—, pero las altas cualidades del jugador finalmente hicieron que los ultras aplaudieran las actuaciones del portero, sobre todo tras la victoria en penales en la semifinal de la Liga de Campeones de la UEFA ante el Real Madrid en 2012.
En noviembre de 2013, los ultras mostraron una pancarta con el mensaje: «75 años después de los pogromos, nadie ha olvidado» al recibir al Augsburgo. En un momento en el que el fútbol europeo estaba infestado de antisemitismo y racismo, los ultras del Bayern actúaron conforme a su pasado — ya que el club fue calificado por el régimen nacionalsocialista durante el holocausto como «el club de los judíos»—, recordando la noche de los cristales rotos.

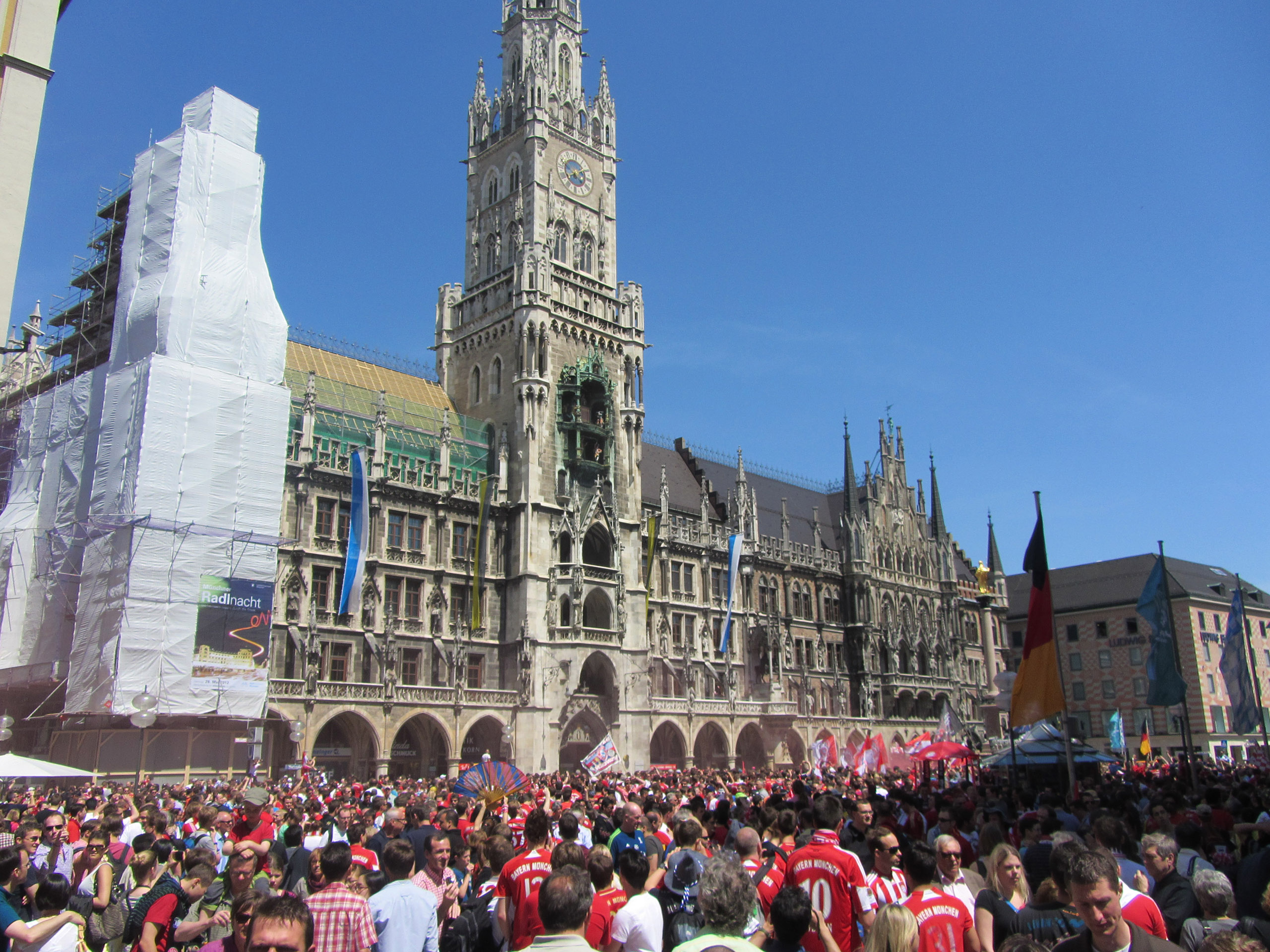
Aficionados del Bayern colman la Marienplatz en Múnich durante la final de la Liga de Campeones de la UEFA 2011-12.

### Canciones y cánticos
Actualmente la canción e himno oficial del club es Stern des Südens —trad. «Estrella del sur»—, compuesta por Willy Astor y cantada por Claus Lessmann, cantante del grupo alemán de hard rock Bonfire. La canción «FC Bayern, Forever Number One» —trad. «FC Bayern, por siempre el número uno»— fue durante muchos años el himno del club, mientras que uno de los himnos no oficiales es la canción «Mir san die Bayern» —trad. lit. «Somos los bávaros»—, al igual que «Gute Freunde kann niemand trennen» —trad. «Nadie puede separar a los buenos amigos»— cantada por Franz Beckenbauer.
En los últimos años la afición ha entonado el cántico «¡Super-Bayern, Super-Bayern, hey, hey!», la cual se ha vuelto muy popular entre los seguidores del club.

### Celebraciones
Cuando el Bayern consigue títulos deportivos, tiende a celebrar en el balcón del ayuntamiento de Múnich. Igualmente, los aficionados «bávaros» celebran la consecución de los títulos concentrándose en los alrededores de la Marienplatz.
Antes del último partido de la temporada, se inicia con la actuación de una orquesta que entona uno de los himnos de la institución: «Forever Number One». Luego del partido, se prosigue con la ceremonia de homenaje oficial, la vuelta de honor, y la ducha de cerveza. Al día siguiente, se organiza una ceremonia que usualmente es dirigida por personajes públicos, y finalmente se da inicio a la recepción de los campeones en el balcón del ayuntamiento.

### Mascota
La mascota del club —tanto para el equipo de fútbol como para el equipo de baloncesto— está representada por un oso pardo de nombre «Berni», y es la actual mascota desde el 8 de mayo de 2004. Berni también es figuras de los eventos del FCB KidsClub, y fue diseñado por el diseñador alemán Meik Algermissen para reemplazar a la antigua mascota de nombre «Bazi», quien fue la primera mascota oficial del club y que fue presentada en la temporada de 1993-94.

## Rivalidades

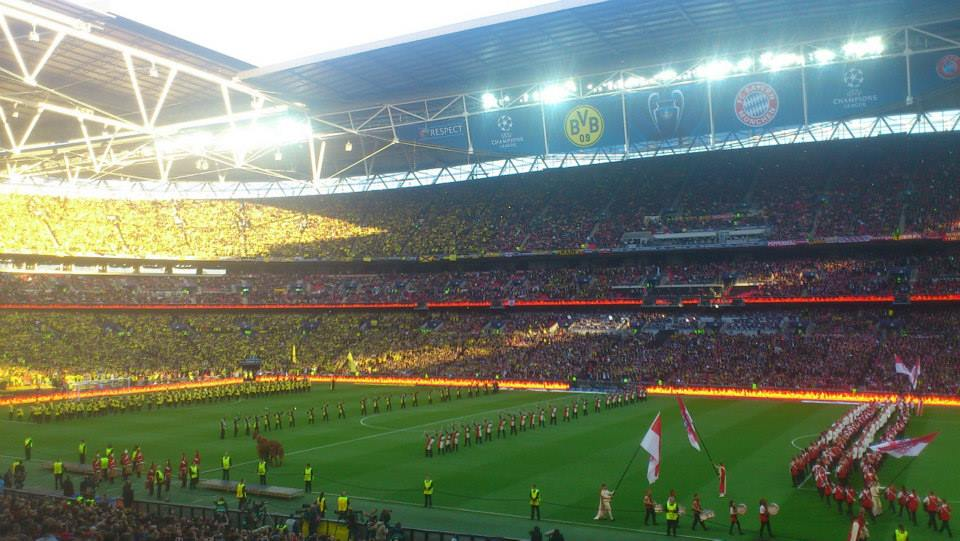
El Bayern ganó 2:1 a su rival, el Borussia Dortmund, en «Der Klassiker», durante la final de la Liga de Campeones de la UEFA 2012-13 en Wembley.

El gran rival del Bayern es el Borussia Dortmund, con el que disputa el partido conocido como «Der Klassiker» —trad. «El clásico»—, o «gran clásico alemán». Son los dos equipos por excelencia del balompié alemán, y cada partido entre sí se ven las gradas tanto del Allianz Arena como las del Signal Iduna Park llenas. Su rivalidad se debe principalmente a que se reparten buena parte de los títulos a lo largo de la temporada. Aunque el término «gran clásico alemán» se ha hecho muy popular para describir los partidos entre el Bayern y el Borussia Dortmund, lo cierto es que en Alemania aún no se ven estos partidos como grandes clásicos si son comparados con otras rivalidades en el mundo, debido a que la rivalidad entre ambos equipos es bastante reciente.
El Bayern además es uno de tres clubes profesionales de fútbol en Múnich, por lo que disputa el «Münchner Stadtderby» —trad. «derbi de Múnich»— ante su rival el 1860 Múnich, quien fue el club más exitoso en los años 1960 —conquistando una Copa de Alemania y una Bundesliga—. En los años 1970 y 1980, el 1860 Múnich estuvo entre la primera y la tercera división, pero últimamente se ha establecido en la segunda división. El «Münchner Stadtderby» es todavía un acontecimiento muy famoso, que despierta mucha atención adicional por parte de los seguidores de ambos clubes. El 1860 Múnich es considerado como el club de los hinchas de más edad y está perdiendo seguidores a consecuencia del declive en el sector manufacturero. El Bayern en cambio, está visto como el equipo de la gente joven o establecida, lo cual está reflejado por los numerosos jefes del mundo de los negocios que son miembros de la junta, como el anterior presidente bávaro Edmund Stoiber. A pesar de la rivalidad, el Bayern ha apoyado repetidamente al 1860 Múnich en años donde este último tuvo crisis financiera.

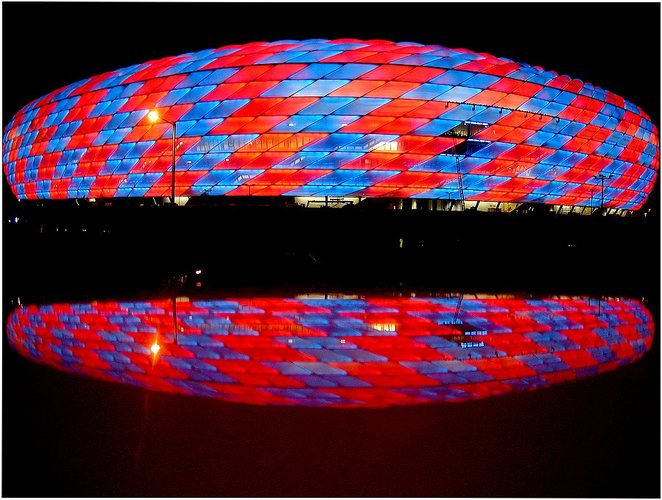
El Allianz Arena iluminado especialmente para recibir el «derbi de Múnich».

Por otro lado el «Südderby» —trad. «Derbi del sur»— es el partido de fútbol y la rivalidad que mantiene el Bayern con el Stuttgart, los dos clubes más populares del sur de Alemania. Esta rivalidad se debe en gran parte al enfrentamiento que ha habido siempre por ser la mejor región del sur de Alemania —Baviera o Baden-Wurtemberg—, aparte de la rivalidad que existe a nivel ciudadano entre Múnich y Stuttgart. En los partidos de la Bundesliga y de la Copa de Alemania siempre están los estadios llenos y los recibimientos son hostiles entre los aficionados de cada bando.
El Unterhaching que hace vida en las afueras, al sur de Múnich, es el tercer equipo de la ciudad. Celebraron su éxito más grande en 1999 cuando fueron promovidos a la Bundesliga y permanecieron en buenas posiciones para jugar una segunda temporada. Desde entonces han estado jugando en la 2. Bundesliga y en la Regionalliga. Desde la temporada 2008-09 juegan en la 3. Liga. No hay mucha rivalidad entre el Bayern y Unterhaching ya que el acontecimiento más notable en la relación de los dos clubes fue la final de la temporada 1999-00 de la Bundesliga. El Unterhaching derrotó al Bayer Leverkusen en el último día de la temporada, dándole al Bayern la oportunidad para sobrepasar al Leverkusen en la clasificación y reclamar el título.
Históricamente y desde 1920, el Núremberg fue el rival principal y tradicional del Bayern, disputándose así el «Derbi bávaro». Philipp Lahm, exfutbolista y capitán del club, dijo que jugar contra Núremberg es algo «siempre especial» y trae una «atmósfera caldeada». Ambos clubes jugaron en la misma liga en la mitad de la década de 1920, pero entre 1920-1930, el Núremberg estaba distante de poder obtener resultados exitosos. Vencedores en cinco campeonatos en los años 1920 —siendo el campeón sin precedente de los clubes alemanes para ese entonces—, el Bayern asumió el control del título sesenta años más tarde —cuando ganaron su décimo campeonato en 1987, y por consiguiente, sobrepasando el número de campeonatos ganados por el Núremberg—. El duelo entre Bayern y Núremberg es a menudo llamado el «derbi bávaro».

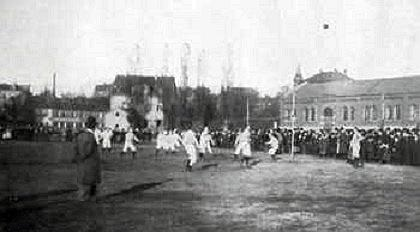
Vista del primer partido entre el Bayern y el Núremberg en 1901.

Desde los años 1970, los rivales principales del Bayern fueron los clubes que pugnaban por quitarle su dominación nacional. Durante esta década fue el Borussia Mönchengladbach, y a partir de 1980 entró en esta categoría el Hamburgo. En los años 1990 fueron el Werder Bremen, Bayer Leverkusen, y el Borussia Dortmund, quienes emergieron como los adversarios más fervientes. El Bayern también presentaba una fuerte rivalidad con el Kaiserslautern, esto tras un partido en 1973, cuando el Bayern llevaba la delantera por 4:1 y terminó perdiendo por 4:7, Igualmente los dos clubes han competido varias veces en la Bundesliga.
En la década del 2000, fue el Schalke 04, Werder Bremen y el Hamburgo los retadores principales en la Bundesliga. Con este último posee una rivalidad histórica, ya que los partidos ante el Hamburgo son uno de los enfrentamientos deportivos más importantes de Alemania. En él se enfrentan los clubes más importantes y representativos de la segunda y tercera ciudades más grandes del país tras Berlín. La rivalidad se hizo muy fuerte a finales de la década de los setenta y principios de los ochenta, y en lo que al balompié se refiere, son los únicos equipos de Alemania junto con Borussia Dortmund que han conseguido ganar el mayor título europeo de fútbol: la Liga de Campeones de la UEFA, y también son los únicos dos equipos que han obtenido el doblete de liga y copa de Europa, en Alemania. El dato curioso es que una vez fueron —antes del histórico descenso del Hamburgo— los equipos situados geográficamente más al norte y más al sur de la Bundesliga. Por esto mucha gente conoce este enfrentamiento como «Der Nord-Süd-Gipfel» —trad. «La cumbre norte-sur»—.
En cuanto a Europa, su máxima rivalidad se da con el Real Madrid de España —cuyo duelo es denominado «el clásico europeo»—, La rivalidad data desde los años 1970 debido a sus polémicos enfrentamientos en la Liga de Campeones, con episodios como el de «el loco del Bernabéu» o el de «el pisotón de Juanito a Matthäus».
El Milan, y el Manchester United, también son considerados rivales del club debido a que han disputado muchos partidos clásicos.

## Palmarés
El Bayern es la entidad más exitosa del fútbol alemán por haber ganado el mayor número de campeonatos de liga y copa nacional. También es el club de fútbol alemán que ha conquistado más campeonatos internacionales: catorce trofeos.

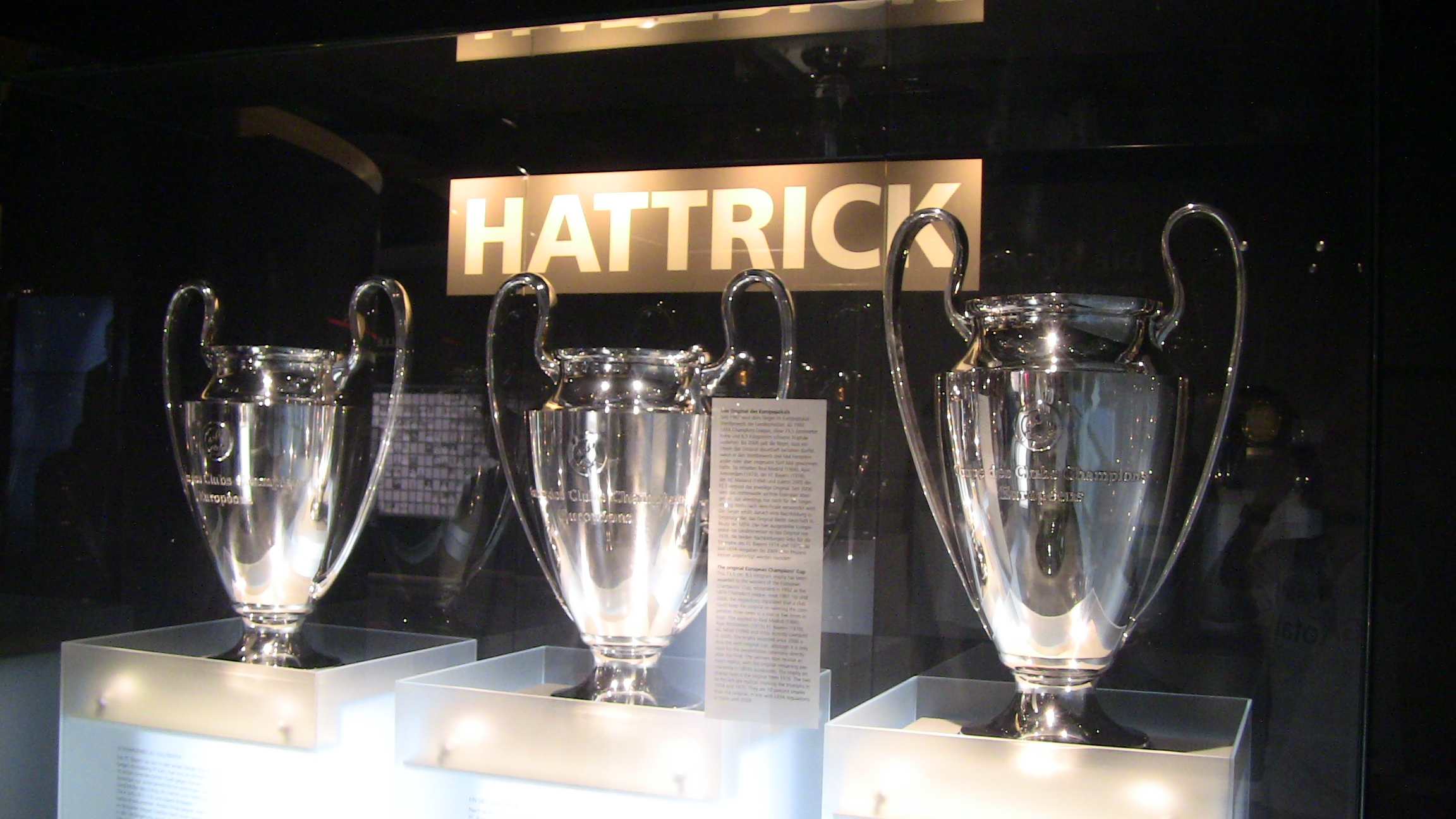
Vista de las tres Copas de Europa conseguidas consecutivamente por el Bayern entre 1974 y 1976.

Incluyendo sus 34 títulos de campeón nacional, es seguido por el Núremberg con un total de nueve títulos. El primer campeonato ganado en 1932 es el primer trofeo en la historia del club de Múnich, sin embargo, tuvieron que esperar 37 años para poder volver a ser el campeón alemán en 1969. Desde entonces, han conseguido 29 títulos en 50 años, en una proporción de más de un título cada dos años. Durante este periodo, el club logró ganar tres títulos de liga consecutivos en tres ocasiones, 1972-1974, 1985-1987 y 1999-2001. Igualmente ha ganado once títulos de liga consecutivos desde la temporada 2012-13 hasta la temporada 2023-24.
Es el máximo ganador de la Copa de Alemania, ganando su primer trofeo en 1957, y en 2020, ganó su 20.ª copa de 24 finales jugadas. El equipo que los sigue en cuanto a títulos es el Werder Bremen con tan solo seis. Igualmente lo es de la Supercopa de Alemania con 11 títulos, En 1987, «los bávaros» ganaron la primera edición oficial de la Supercopa de Alemania —cuatro años antes habían ganado la copa en su edición no oficial—. Después de conseguir su segundo título en 1990, la Copa de la Liga de Alemania sustituyó la competición entre 1997 y 2007. El Bayern ganó las primeras cuatro ediciones seguidas, consiguiendo otras en 2004 y en 2007. La Supercopa regresaría en el 2010, ganando las ediciones de 2010, 2012, 2016, 2017, 2018, 2020, 2021, 2022 y 2025.
En Europa, el Bayern es el único club alemán que ha ganado más de una vez la Liga de Campeones de la UEFA y es el tercer equipo que más veces ha ganado el trofeo en la historia de la competición con seis títulos. El club ganó sus primeras tres copas de manera seguida en 1974, 1975, y 1976. Como consecuencia, el club se ganó el derecho a ser uno de los clubes en poseer el trofeo en propiedad, así como la insignia de campeón múltiple. La cuarta copa llegaría en 2001 después de haber caído tres veces en las finales de 1982, 1987, y 1999. En la década de 2010, el Bayern jugó tres finales (2010, 2012, y 2013), ganando la de 2013, mientras que en el 2020 conseguiría su sexto título.
En la Recopa de Europa, el Bayern ganó su única final disputada en 1967. También ganó la Copa de la UEFA en 1996. Después de tres derrotas en la Supercopa de la UEFA (1975, 1976 y 2001), los bávaros finalmente ganaron en 2013 y 2020.
A nivel mundial, el club de Múnich ganó dos Copas Intercontinentales (1976 y 2001) antes de ser reemplazada por la Copa Mundial de Clubes, donde ganó en las ediciones de 2013 y 2020.
Nota: en negrita competiciones vigentes en la actualidad. Indicado el récord del torneo  y el compartido 

### Torneos nacionales (71)
| Competiciones Nacionales          | Títulos | Subcampeonatos                                                                            |
| --------------------------------- | --- | ----------------------------------------------------------------------------------------- |
| Bundesliga (34/10)                | 1931-32, 1968-69, 1971-72, 1972-73, 1973-74, 1979-80, 1980-81, 1984-85, 1985-86, 1986-87, 1988-89, 1989-90, 1993-94, 1996-97, 1998-99, 1999-00, 2000-01, 2002-03, 2004-05, 2005-06, 2007-08, 2009-10, 2012-13, 2013-14, 2014-15, 2015-16, 2016-17, 2017-18, 2018-19, 2019-20, 2020-21, 2021-22, 2022-23, 2024-25. | 1969-70, 1970-71, 1987-88, 1990-91, 1992-93, 1995-96, 1997-98, 2003-04, 2008-09, 2011-12. |
| DFB-Pokal (20/4)                  | 1956-57, 1965-66, 1966-67, 1968-69, 1970-71, 1981-82, 1983-84, 1985-86, 1997-98, 1999-00, 2002-03, 2004-05, 2005-06, 2007-08, 2009-10, 2012-13, 2013-14, 2015-16, 2018-19, 2019-20. | 1984-85, 1998-99, 2011-12, 2017-18.                                                       |
| Copa de la Liga de Alemania (6/1) | 1997, 1998, 1999, 2000, 2004, 2007. | 2006.                                                                                     |
| Supercopa de Alemania (11/7)      | 1987, 1990, 2010, 2012, 2016, 2017, 2018, 2020, 2021, 2022, 2025. | 1989, 1994, 2013, 2014, 2015, 2019, 2023.                                                 |

### Torneos internacionales (14)
| Competiciones Internacionales | Títulos                                              | Subcampeonatos                               |
| ----------------------------- | ---------------------------------------------------- | -------------------------------------------- |
| Copa Intercontinental (2/0)   | 1976, 2001.                                          |                                              |
| Copa Mundial de Clubes (2/0)  | 2013, 2020.                                          |                                              |
| Liga de Campeones (6/5)       | 1973-74, 1974-75, 1975-76, 2000-01, 2012-13, 2019-20 | 1981-82, 1986-87, 1998-99, 2009-10, 2011-12. |
| Supercopa de Europa (2/3)     | 2013, 2020                                           | 1975, 1976, 2001.                            |
| Liga Europea (1/0)            | 1995-96                                              |                                              |
| Recopa de Europa (1/0)        | 1966-67                                              |                                              |

### Palmarés oficial (85)
| Títulos oficiales | Nacionales | Nacionales | Nacionales | Nacionales            | Europeos | Europeos | Europeos | Europeos | Mundiales | Mundiales | Total |
| Títulos oficiales |            |            |            | SuperCopa de Alemania |          |          |          |          |           |           | Total |
| ----------------- | ---------- | ---------- | ---------- | --------------------- | -------- | -------- | -------- | -------- | --------- | --------- | ----- |
| Bayern Múnich     | 34         | 20         | 6          | 11                    | 6        | 1        | 1        | 2        | 2         | 2         | 85    |
| Bayern Múnich     | Vigente    | Vigente    | Extinta    | Vigente               | Vigente  | Extinta  | Vigente  | Vigente  | Vigente   | Extinta   | 85    |

### Reconocimientos internacionales (6)
| Distinción                  | Año            |
| --------------------------- | -------------- |
| 'Club del Siglo FIFA'       | Siglo XX (3.º) |
| Club del año IFFHS (2)      | 2013, 2020.    |
| Globe Soccer Awards (2)     | 2013, 2020     |
| World Soccer - Magazine (2) | 2013, 2020     |

### Torneos regionales (22)
| Competiciones regionales                                                           | Títulos                                                        | Subcampeonatos                      |
| ---------------------------------------------------------------------------------- | -------------------------------------------------------------- | ----------------------------------- |
| Regionale Meisterschaft Bayern (Oberbayern) (I), Münchner Stadtmeisterschaft (6/0) | 1902, 1903, 1904, 1905, 1906, 1908.                            |                                     |
| Kreisliga Bayern (4/4)                                                             | 1910, 1911, 1920, 1923.                                        | 1912, 1913, 1917, 1918.             |
| Bezirksliga Bayern (7/0)                                                           | 1925-26, 1927-28, 1928-29, 1929-30, 1930-31, 1931-32, 1932-33. |                                     |
| Gauliga Bayern (1/0)                                                               | 1943-44.                                                       |                                     |
| Süddeutsche Meisterschaft (2/4)                                                    | 1925-26, 1927-28.                                              | 1909-10, 1910-11, 1928-29, 1931-32. |
| Süddeutscher Pokal (1/1)                                                           | 1957.                                                          | 1923.                               |
| Regionalliga Süd (II) (1/1)                                                        | 1964-65.                                                       | 1963-64.                            |

## Bayern de Múnich en la cultura popular
Como la asociación más exitosa, es sabido que el club es conocido popularmente como «el equipo más grande» —y más odiado— de Alemania. El equipo despierta recelo y antipatía por su riqueza y logros, pero siempre se ha mostrado fiel a sus principios, además de ser el gran referente deportivo de la región de Baviera. En Alemania, el fútbol reniega y desprecia al Bayern, pero sus aficionados responden entonando el lema más conocido de la entidad: Mia san mia que en el dialecto bávaro significa «nosotros somos nosotros». Para Matthias Sammer, exdirector deportivo del club: «Si caemos mal es porque otros intentan ser simpáticos y nosotros, simplemente, queremos ganar».

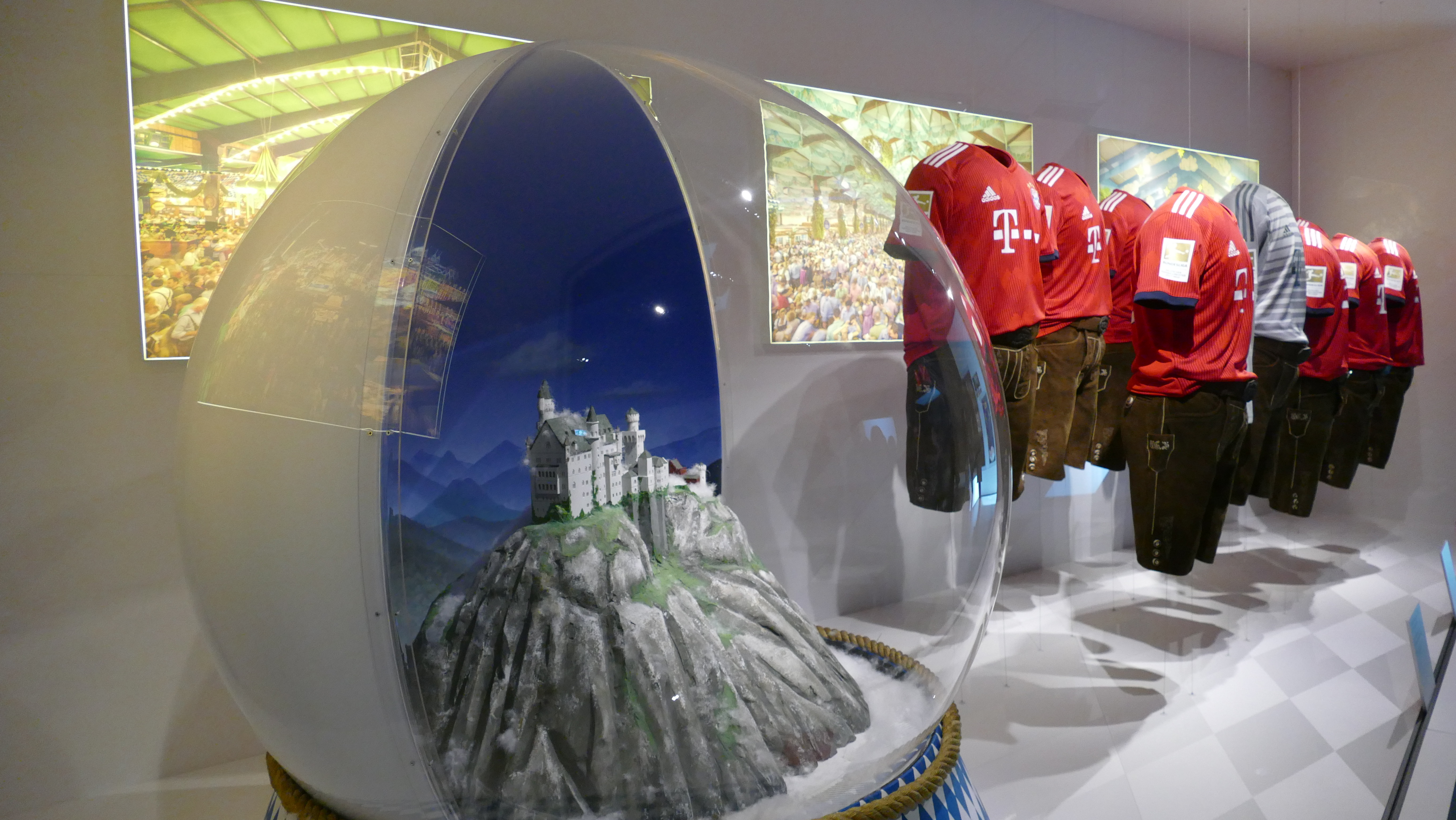
Sección dedicada al Bayern en el museo de historia de Baviera.

Para el periodista berlinés Florian Haup, entender por qué el pueblo alemán odia al Bayern «daría para hacer un tratado psicológico«. El crecimiento del Bayern coincide con el de Baviera, la región con más poder adquisitivo de Alemania en la actualidad pero que en la década de 1960 recibió mucha ayuda del resto de comunidades. Por otra parte el poeta y escritor alemán Albert Ostermeier escribió en el Süddeutsche Zeitung: «El Bayern no pertenece a ningún jeque, y todavía tiene más alma que la mayoría de los otros clubes». De hecho, presumía de que el Bayern era un club pobre que se hizo rico en la década de 1970 a base de éxitos deportivos que atrajeron a los patrocinadores. Para Uli Hoeneß, expresidente del club: «El dinero nos lo hemos ganado y no nos lo ha regalado ningún tipo rico», dijo Hoeneß a Sky plc, presumiendo de pagar solo en dinero en efectivo, mientras que otros clubes mediante créditos.
El Bayern también destacó por ser uno de los pocos clubes que se opuso al régimen de Adolf Hitler entre 1933 y 1945. En 2005 la Federación Alemana de Fútbol creó el premio «Julius Hirsch» por la tolerancia y contra el extremismo, que se otorgó al Bayern —precisamente por el papel que tuvo durante el régimen nacionalsocialista—.
El club también ha sido catalogado durante algún tiempo como el «Bayern-Dusel» —trad. lit. Bayern-suerte— debido a su habilidad para voltear los juegos y ganar en los últimos minutos del partido. En sentido figurado, el término también se utiliza en otros deportes. A pesar de ello, el club ha fallado a menudo y más dramáticamente en fútbol que en otros deportes. De acuerdo a jugadores y aficionados, las victorias finales no representan una «felicidad», sino el resultado de una fuerza proveniente del nerviosismo, la resistencia y la experiencia. Dicen que todo empezó en 1974 contra el Atlético de Madrid, cuando empataron la final de la Copa de Europa en el minuto 92 y en el partido de desempate vencieron a «los colchoneros» (4:0).
Regularmente, se ha acusado al éxito del Bayern en gran medida, por «debilitar» a sus rivales de liga. Así declaró el director ejecutivo del Borussia Dortmund, Hans-Joachim Watzke, quien había acusado al Bayern en otras oportunidades de querer «destruir» —«zerstören», en alemán— al Borussia Dortmund. Del mismo modo se expresó Axel Schweitzer, presidente del club de baloncesto ALBA Berlín, quien criticó el hecho de que el Bayern ofreciera «salarios absurdos» a sus jugadores. De hecho, el entonces presidente Uli Hoeneß admitió que el motivo de debilitar a sus oponentes ha jugado un papel importante en las transferencias de jugadores en el pasado. Así fue en 2007, cuando el entonces jugador del Alemannia Aquisgrán, Jan Schlaudraff, fue comprado solo para debilitar al Werder Bremen, quién quería contar con el jugador.

## Categorías inferiores

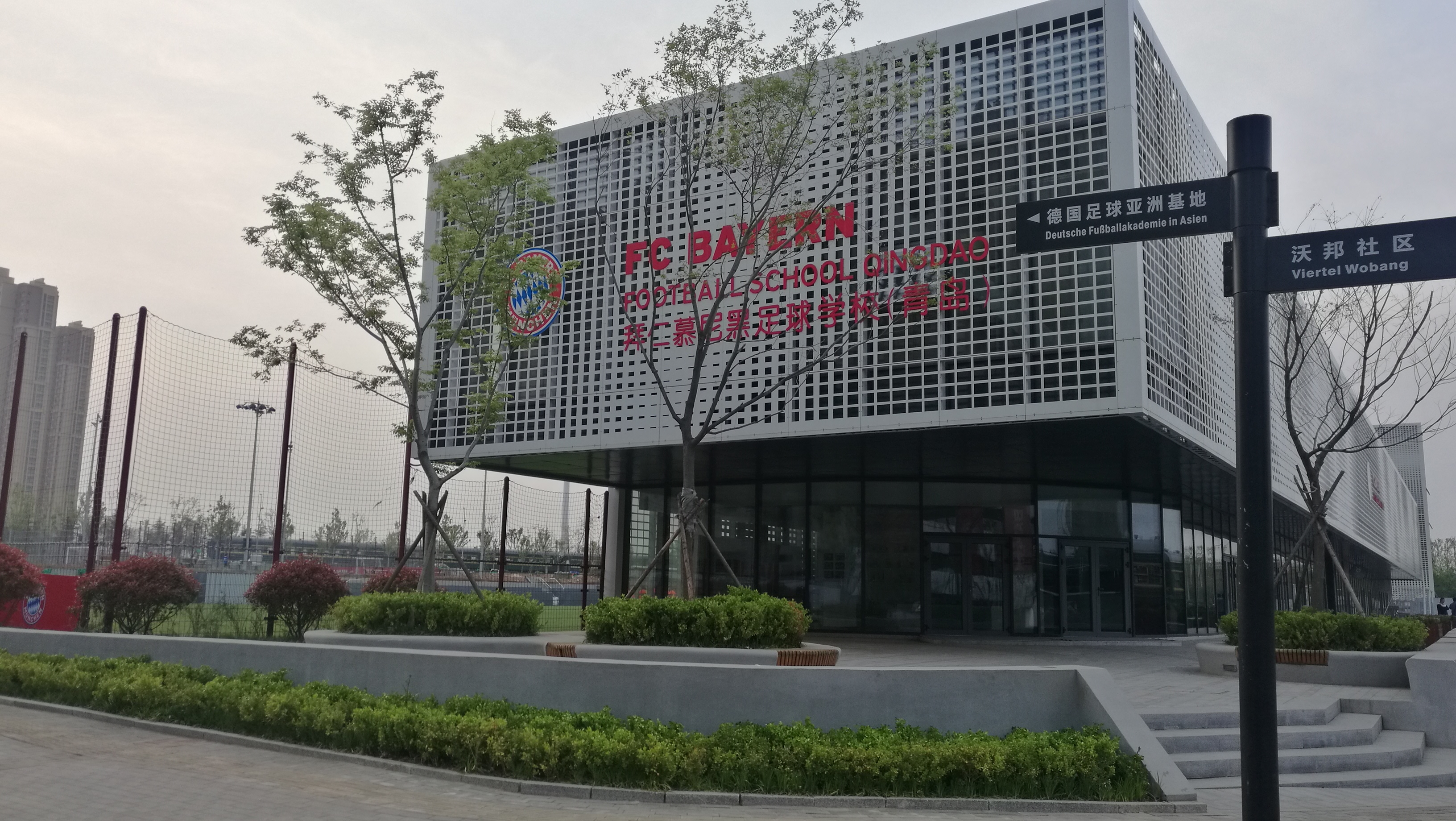
Vista de una de las escuelas de fútbol del Bayern en Qingdao (China).

El Bayern siempre ha contado con una buena cantera de jugadores, y es que la senda la han marcado algunas leyendas del club como Franz Beckenbauer, Sepp Maier, Philipp Lahm, Thomas Müller, Bastian Schweinsteiger, entre otros. Maier, Georg Schwarzenbeck, Beckenbauer, Klaus Augenthaler, Müller, Lahm y Schweinsteiger, hasta la fecha son los únicos canteranos que han disputado más de 500 partidos con el club.
El ámbito de actuación del club no solo se limita a Alemania, ya que posee presencia en diversos países del mundo, siempre enfocándose en el desarrollo de juveniles. El club posee escuelas en Tailandia, China, Etiopía, Japón, Singapur, y Estados Unidos. Igualmente tiene presencia en Nigeria y la India.

### Filial
Uno de los departamentos es el Bayern de Múnich II, que sirve principalmente de base para probar jugadores prometedores antes de ser promovidos para el equipo principal. Desde el principio de la Regionalliga en 1994, el equipo jugó en la Regionalliga Süd, después de jugar en la Oberliga desde 1978. Actualmente el filial juega en la Regionalliga Bayern, una de las cinco ligas que componen la Regionalliga, el cuarto nivel del fútbol alemán.

### Cantera
En las categorías menores, el equipo juvenil del Bayern ha producido una cierta cantidad de jugadores sobresalientes europeos, incluyendo a Owen Hargreaves, Thomas Hitzlsperger, Philipp Lahm, Thomas Müller, y Bastian Schweinsteiger. La división fue fundada en 1902 y consta de once equipos con más de 170 jugadores, el más joven tiene menos de diez años de edad. El equipo sub-19 es dirigido por el exfutbolista argentino Martín Demichelis, mientras que el exbalompedista alemán Miroslav Klose dirige al equipo sub-17.

## Secciones deportivas

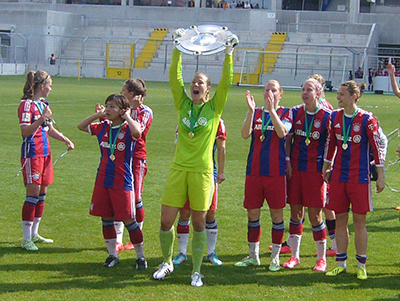
Jugadoras del equipo femenino celebrando la consecución del campeonato liguero en 2015.

El Bayern de Múnich es una entidad polideportiva que —además de equipos de fútbol— cuenta con equipos en seis disciplinas deportivas más. Estas disciplinas se estructuran como departamentos, teniendo su propio jefe cada uno.

### Equipo femenino
En la disciplina femenina está el Bayern de Múnich (femenino). La sección de fútbol femenino está a cargo del entrenador Jens Scheuer. El departamento fue fundado en 1970 y consta de cuatro equipos con 90 jugadoras. Su primer éxito fue la conquista del campeonato en 1976. Posteriormente ganaron dos ligas consecutivamente durante las temporadas de 2014-15 y 2015-16.

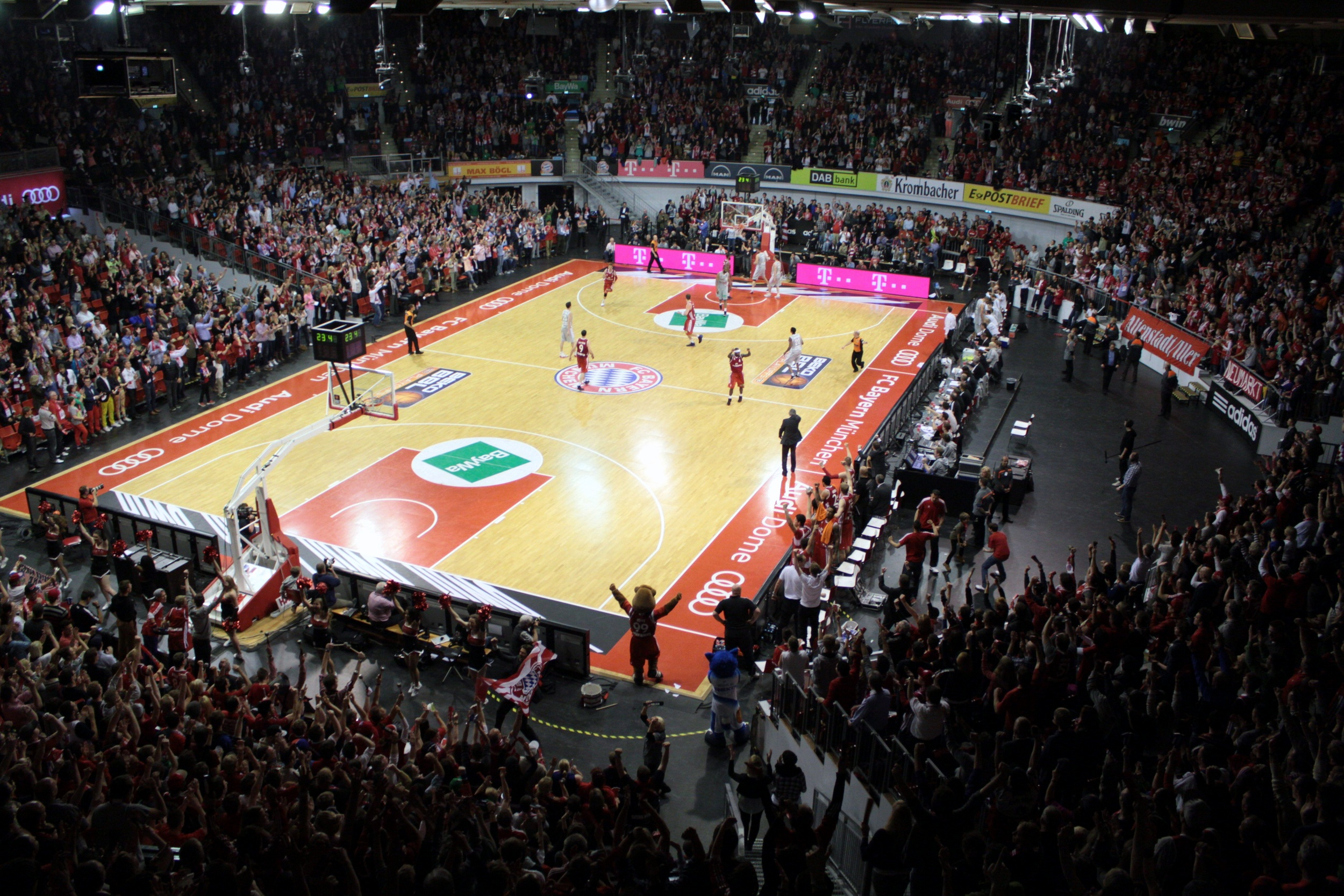
El equipo de baloncesto del Bayern de Múnich en un partido en el Audi Dome.

### Baloncesto
El equipo de baloncesto del Bayern de Múnich es fundado por Franz Kronberger en 1946. Una década más tarde, el club ganó dos campeonatos alemanes consecutivos —1954 y 1955—. El club ganó su primera Copa de Alemania en 1968, pero en 1974 el equipo fue relegado a la segunda división. «Die Rothen» —trad. «los rojos»— no se dieron por vencidos y en 2008 puso en marcha un proyecto para traer de nuevo la vieja gloria del club. En 2010 el equipo fue ascendido a la Bundesliga. La temporada 2013-14 fue la primera en su historia en la que el club disputó la Euroliga.

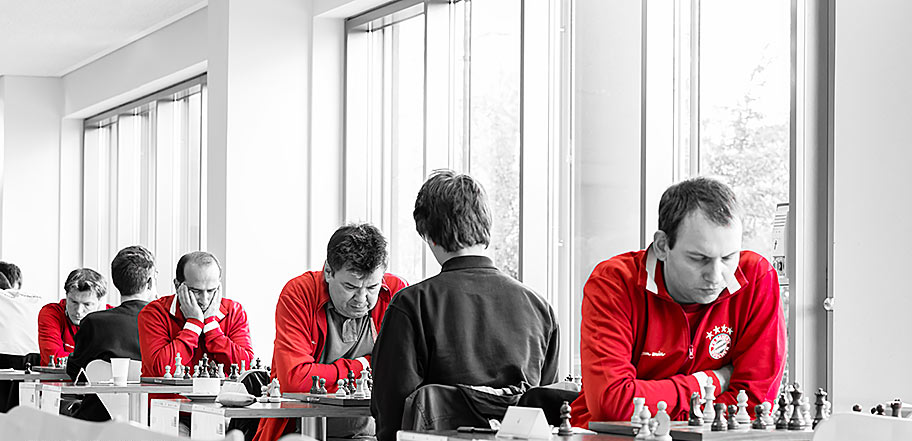
Jugadores del club de ajedrez disputan un encuentro ante la sección de ajedrez del Hamburgo.

### Otras secciones
El Bayern también tiene otros departamentos como lo es el de fútbol para veteranos. El departamento de fútbol de tercera edad es la división más joven del club. Se creó en 2002 para participar en las diferentes clases de la tercera edad de fútbol en Múnich. Además, el departamento se desempeña en jugar amistosos en casa y en el extranjero, siendo estas tareas representativas para el club.
Como la mayoría de los departamentos del Bayern de Múnich, el objetivo principal del club de ajedrez es la formación de nuevos talentos dentro de los confines de la escuela «Wilhelm-Hausenstein». La sección de ajedrez ha existido desde 1980, y en 1992 ganó la Copa de Europa de Clubes de Ajedrez, pero se retiró de la competición de alto nivel en 1995 para continuar jugando en las ligas locales. Desde el 2000 el equipo participa en el campeonato nacional alemán, y en la actualidad el equipo masculino participa en la Bundesliga, mientras que el equipo femenino hace lo mismo en la 2. Bundesliga. Grandes Maestros han pasado por la entidad como Robert Hübner, Artur Yusupov y Zoltán Ribli.
El club también cuenta con sección de balonmano, sección que fue creada en agosto de 1945. Tras el final de la Segunda Guerra Mundial, los exjugadores de balonmano del Turnerschaft Jahn München Otto Wurth, Erwin Rudolf Kienzl y Vincenc, comenzaron la conformación de un departamento de balonmano. En agosto de 1945 la reunión inaugural se llevó a cabo; el primer jefe de departamento fue Erwin Kienzl. Como centro de formación inicialmente tuvo lugar en el Bogenhausener Zaubzerstraße.
El departamento de bowling fue creado en 1983 y en la actualidad se compone de 38 miembros. Situado al lado del famoso edificio del departamento de fútbol, este departamento está asociado a la Asociación de Jugadores de Bowling de Múnich. De los cuatro equipos, el primer equipo juega en la segunda división más alta, la Münchner Spielklasse Bezirksliga. El exfutbolista del Bayern de Múnich Mehmet Scholl fue uno de los integrantes del equipo.
El departamento de tenis de mesa fue fundado en 1946 y actualmente cuenta con 104 miembros. La asociación cuenta actualmente con ocho equipos de hombres, un equipo femenino y tres equipos juveniles. El equipo de las mujeres está jugando actualmente en la Landesliga Süd/Ost, mientras que el primer equipo de hombres disputa la 3. Bundesliga Süd. El enfoque de este departamento está en la captación de jóvenes.
El departamento árbitros se estableció en 1919 y cuenta actualmente con 111 árbitros, siendo el departamento de árbitros de fútbol más grande de Europa. La actuación de estos árbitros se derivan principalmente en su actuación en los juegos aficionados de Múnich.

### Secciones desaparecidas
La entidad contó con un equipo de béisbol desde los años 1960. Poco después de su creación en 1962, ganó la Bundesliga tras vencer al campeón defensor TB Mannheim Germania por 10:6. Al año siguiente, el Bayern se enfrentó en la final nuevamente ante el mismo rival pero no consiguió la victoria. Después de convertirse en subcampeón nacional en 1966, el Bayern volvió a ganar el título de Bundesliga en 1969. La disolución de la sección de béisbol se lleva a cabo después del subcampeonato obtenido en 1970.
Una sección de hockey sobre hielo existió entre 1909 y 1969. El club Münchener Eislauf-Verein von 1883 —o MEV 1883— fue un club de Múnich especializado en deportes de hielo, donde el hockey sobre hielo se practicaba desde el principio del siglo XX. En la noche del 7 de enero de 1966, el SRM en su sección de hockey sobre hielo decidió unirse al Bayern de Múnich. Después de la temporada 1966-1967 el equipo consigue jugar en la Bundesliga, y en 1967 también ganó la DEV-Pokal, una competición de hockey organizada hasta 1968. Tras la ampliación ese año, el equipo participa en dos ediciones de la Bundesliga antes de la disolución de la sección en 1969. Después de la disolución los jugadores que conformaban el equipo se marcharon al MEV 1883.
También se había creado la sección de gimnasia del Bayern de Múnich en 1974. Bernhard Simmelbauer, miembro del club, participó en los Juegos Olímpicos de Los Ángeles 1984 —alcanzando el cuarto lugar en la competición por equipos de los JJ. OO. de 1984—. El club ganó cuatro títulos de campeón de Alemania en 1983, 1986, 1987 y 1988, y cinco títulos de subcampeón en 1981, 1982, 1984, 1985 y 1989. Después de dos de descenso a la segunda división nacional en 2008 y 2012, el equipo logró retornar a la primera división en 2009 y 2013 respectivamente, para luego desaparecer en enero de 2014.

## Anexos
| Entidades relacionadas | Datos estadísticos y trayectoria                                                                                           | Personalidades e historia | Infraestructuras |
| --- | --- | --- | --- |
| - Bayern de Múnich (femenino) - Bayern de Múnich (veteranos) - Bayern de Múnich (baloncesto) - Bayern de Múnich (balonmano) - Bayern de Múnich (ajedrez) - Bayern de Múnich (bowling) - Bayern de Múnich (tenis de mesa) - Bayern de Múnich (árbitros) - Bayern de Múnich (béisbol) - Bayern de Múnich (hockey sobre hielo) - Bayern de Múnich (gimnasia) | - Estadísticas del Bayern de Múnich - Bayern de Múnich en competiciones internacionales - Rivalidades del Bayern de Múnich | - Historia del Bayern de Múnich - Futbolistas del Bayern de Múnich - Entrenadores del Bayern de Múnich - Presidentes del Bayern de Múnich - Historia del uniforme del Bayern de Múnich - Himno del Bayern de Múnich | - Bayern de Múnich II - Bayern de Múnich sub-19 - Bayern de Múnich sub-17 - Bayern de Múnich Júnior - Ciudad Deportiva del Bayern de Múnich - Centro de formación del Bayern de Múnich - Allianz Arena |